# Geschichte des Automobils
Die Geschichte des Automobils im engeren Sinn begann im 19. Jahrhundert.
Der Begriff Automobil leitet sich ab von griechisch αὐτός autós, deutsch ‚selbst‘, und lateinisch mobilis ‚beweglich‘, und diente ursprünglich nur zur Unterscheidung von Motorfahrzeugen und Fuhrwerken bzw. Kutschen. In diesem Artikel bezieht er sich auf den in der Alltagssprache gemeinten Personenkraftwagen.
Obwohl bereits seit Anfang des 19. Jahrhunderts verschiedene Dampfkraftwagen und Dampfomnibusse und ab 1881 auch schon Elektroautos gebaut wurden, gilt 1886 mit dem Benz Patent-Motorwagen Nummer 1 des deutschen Erfinders Carl Benz als Geburtsjahr des Automobils als Personenkraftwagen mit Verbrennungsmotor.
Im Jahr 1900 wurden in den Vereinigten Staaten noch 40 Prozent der zunächst wenigen Automobile mit Dampfkraft, 38 Prozent elektrisch, und nur 22 Prozent mit Benzin betrieben. Schon 20 Jahre später hatte sich als überlegener Antrieb mit unbeschränktem Aktionsradius der Ottomotor durchgesetzt, bevor ab den 1930er Jahren der Dieselmotor vor allem bei Nutzfahrzeugen zunehmend Marktanteile gewann.
Nachdem die motorisierten Wagen in nahezu allen Bereichen die von Zugtieren gezogenen Fuhrwerke im Verlauf der ersten Hälfte des 20. Jahrhunderts ablösten, erreichte in dessen zweiter Hälfte in einem regelrechten Boom der motorisierte Individualverkehr in Industrieländern einen Höhepunkt, der dessen ökologische und ökonomische Grenzen angesichts endlicher Ressourcen aufzeigte. So werden seit Anfang des 21. Jahrhunderts Lösungen wieder verstärkt in elektrischen und Hybridantrieben gesucht, sowie in neuen Mobilitätsplänen mit der Abkehr vom motorisierten Individualverkehr.

## Altertum und Mittelalter
Die technischen Entwicklungen, die zum heutigen Automobil führten, begannen um 4000 v. Chr. mit der Erfindung des Rads, die unabhängig voneinander in mehreren Kulturen gleichzeitig stattfand. Der Ursprung des Wagens, also der dem heutigen Automobil vorangehenden starren Konstruktion mit Rädern, ist umstritten. Jüngere Forschungen vermuten eine mitteleuropäische Erfindung im Gebiet des heutigen Deutschlands.
Um 400 v. Chr. bewegten mit Muskelkraft betriebene Treträder hellenische Belagerungstürme. 308 v. Chr. wurde der Wagen des Demetrios von Phaleron von Menschen transportiert, die sich im Inneren des Wagens befanden. Auch aus der römischen Geschichte ist ein Wagen bekannt, der innen von Sklaven mit Muskelkraft bewegt wurde (um 200 n. Chr.).
Die Chinesen, deren windreiche Ebenen im Norden günstige Voraussetzungen boten, bauten die ersten Landsegler. Die Erfindung soll der Ersterwähnung im Buch vom Meister der goldenen Halle zufolge, das dem Gelehrtenkaiser Liang (Regierungszeit 552–554 n. Chr.) zugeordnet wird, von dem Philosophen Kao-ts'ang gemacht worden sein. Der Wagen konnte gemäß der Beschreibung 30 Personen befördern und viele hundert Kilometer am Tag zurücklegen.
Auf der Chinakarte des flämischen Kartographen Abraham Ortelius aus dem Jahre 1584 sind mehrere Segelwagen dargestellt. Die Karte stammt aus dem Atlas Theatrum Orbis Terrarum und ist die erste in Europa erschienene Detailkarte von China.
Roger Bacon (* 1214), ein Mönch und Gelehrter des Mittelalters, formulierte erstmals die Idee des sich selbstständig (autonom) fortbewegenden Mobils:

„Eines Tages wird man Karren zu bauen vermögen, die sich bewegen und in Bewegung bleiben, ohne geschoben oder von irgendeinem Tier gezogen zu werden.“

Um 1447 tauchten in Deutschland sogenannte Muskelkraftwagen auf. 1490 zeichnete Leonardo da Vinci eine Art selbstfahrenden Panzerwagen.

## 17. Jahrhundert

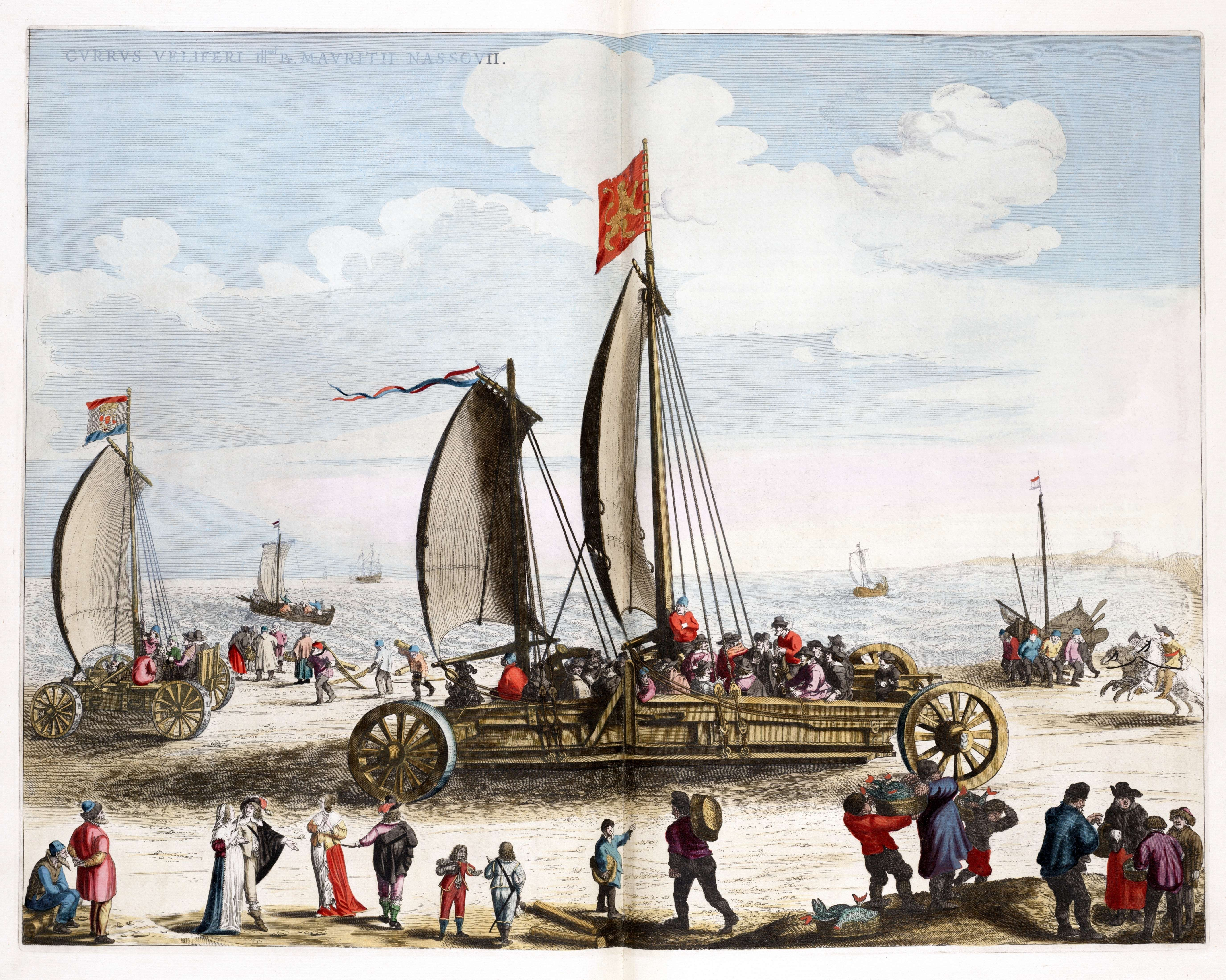
Segelwagen von Simon Stevin, Illustration (1649)

1600 baute der niederländische Mathematiker Simon Stevin einen funktionierenden Segelwagen mit Rädern, der mit Windenergie 30 Personen transportieren konnte.
Der Nürnberger Zeugschmied Hans Hautsch baute 1649 einen vierrädrigen mechanischen Wagen, der angeblich mit 1,6 km/h von selbst fuhr:

„Das also frei geht und bedarf keiner Vorspannung, weder von Pferden noch anders. Und geht solcher Wagen in einer Stund 2000 Schritt; man kann still halten, wenn man will, man kann fortfahren, wenn man will, und ist doch alles von Uhrwerk gemacht.“

Zeitgenossen vermuteten einen kleinen Jungen im Wageninneren, der die Mechanik mit Körperkraft antrieb; Hautschs spätere Arbeiten und Fahrzeuge basierten allesamt auf Muskelkraft bzw. Uhrwerken. 1650 kaufte der spätere König Prinz Karl Gustav von Schweden Hautsch das Gefährt für 500 Reichstaler ab und setzte es bei Feierlichkeiten Königin Kristinas zur großen Verblüffung der Anwesenden ein. Von 1650 bis 1660 vermarktete Hautsch mechanische, durch Muskelkraft angetriebene „Prunkwagen“, also scheinbar selbst fahrende Wagen mit prachtvoller Ausstattung.
1673 konstruierte der niederländische Physiker Christiaan Huygens (1629–1695) eine Kolbenmaschine mit Pulverantrieb. Huygens gilt als Vordenker des Verbrennungsmotors und Erfinder des Kolbenmotors, nach dessen Schema auch die meisten heutigen Automotoren arbeiten. Huygens’ Motor war ein Explosionsmotor mit Schießpulver als Brennstoff.
Um 1670 baute der Jesuitenpater Ferdinand Verbiest am chinesischen Hof in der jungen Qing-Dynastie das Modell eines vierrädrigen Dampfwagens und damit wahrscheinlich erstmals ein aus eigener Kraft angetriebenes Fahrzeug. Es blieb zwar bei einem etwa 60 cm langen Modell, das jedoch betriebsfähig war und mit einer Kohlefüllung etwa eine Stunde lang gefahren sein soll. Als Antrieb diente dabei eine Äolipile, deren Dampf auf ein Flügelrad blies. Dessen Rotationskraft wurde mit Zahnrädern auf die Vorderräder übertragen. Verbiest verwendete erstmals in diesem Zusammenhang den Begriff Motor. Unklar ist, wann genau dieses Modell tatsächlich gebaut wurde, es existiert auch keine authentische Abbildung davon. Es wird in den zu Astronomia Europaea auf Latein im Jahr 1681 zusammengefassten Schriften Verbiests beschrieben. Ein Ordensbruder brachte das Werk aus China nach Europa, sodass es schließlich 1687 in Dillingen gedruckt werden konnte. 1775 wurde in Karlsruhe ein dreirädriges Dampfwagenmodell gebaut, bei dessen Konstruktion man sich an den Beschreibungen Verbiests orientierte.
Der englische Physiker Isaac Newton legte 1680 den Entwurf eines Dampfwagens vor. 1690 baute der Franzose Denis Papin eine Dampfmaschine mit Kolben.

## 18. Jahrhundert

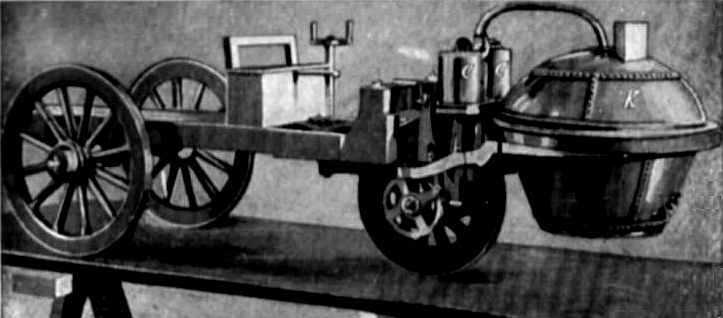
Dampfwagen Fardier von Nicholas Cugnot (1769)

Der Engländer Thomas Newcomen entwickelte die Dampfmaschine 1712 weiter, indem er den Dampf bereits außerhalb des Zylinders erzeugte.
1768 nahm der schottische Physiker James Watt weitere Veränderungen an der Dampfmaschine vor und gilt so als der Erfinder der direkt wirkenden Dampfmaschine. Im strengen Sinne sind auch die ersten Dampflokomotiven Auto-Mobile.
1769 baute der französische Militäringenieur Nicholas Cugnot für die französische Armee einen dreirädrigen Dampfwagen, der als Artilleriezugmaschine dienen sollte. Das Gefährt hatte zwei Zylinder, deren Kolbenstangen das Vorderrad über eine Art Freilaufgetriebe drehten. Die Konstruktion dieser Dampfmaschine ging auf den russischen Erfinder Iwan Iwanowitsch Polsunow zurück. Der Dampfkraftwagen des Franzosen erreichte verschiedenen Quellen zufolge eine Geschwindigkeit zwischen 3 und 5 km/h. Der Cugnotsche „Dampfblockwagen“ war jedoch schwer zu lenken: Sein über der Vorderachse hängender Wasserkessel gab ihm ein zu hohes Frontgewicht, sodass bereits eine der ersten Vorführfahrten an einer Kasernenmauer endete. Das Original befindet sich heute im Pariser Conservatoire National des Arts et Métiers.
Ende des 18. Jahrhunderts schuf der Russe Iwan Petrowitsch Kulibin das sogenannte Samohyb, das in seiner Grundkonstruktion mit Chassis, Schwungrad, Getriebegehäuse, Bandbremsen und Wälzlagern fast hundert Jahre später in den ersten Automobilen mit Verbrennungsmotor wiederzufinden war.

## 19. Jahrhundert

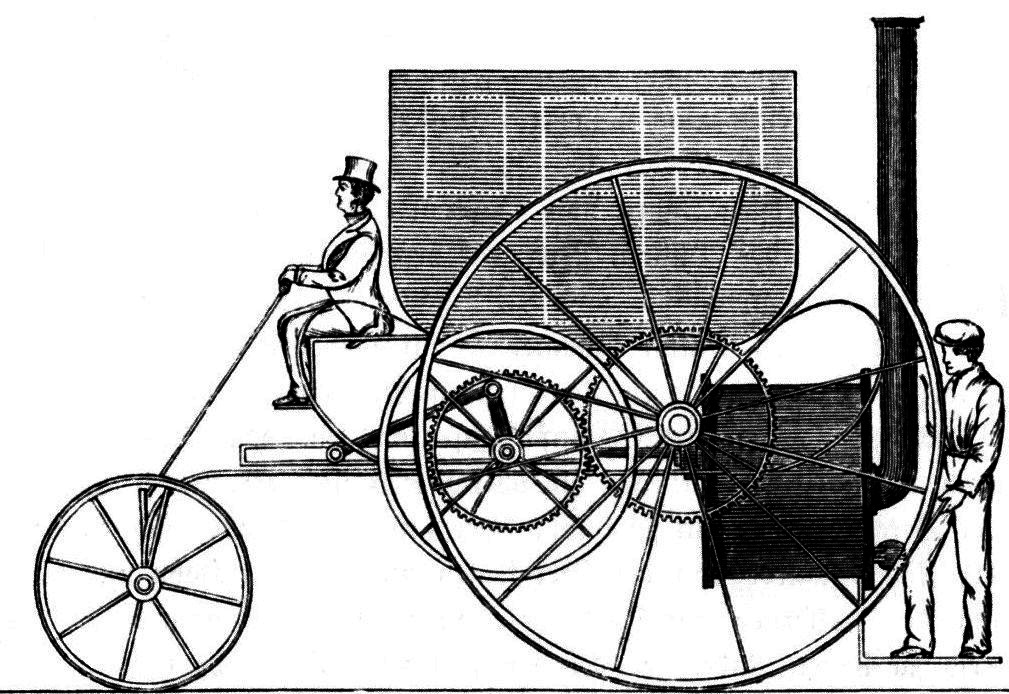
Dampfwagen von Richard Trevithick, 1803

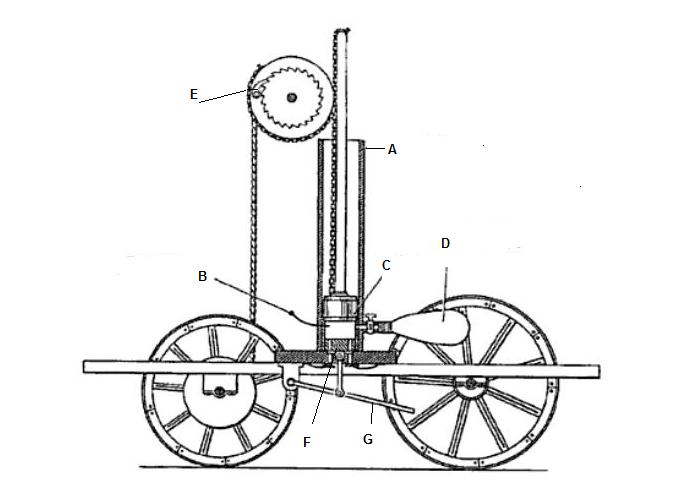
Selbstfahrender Wagen von Isaac de Rivaz, um 1804

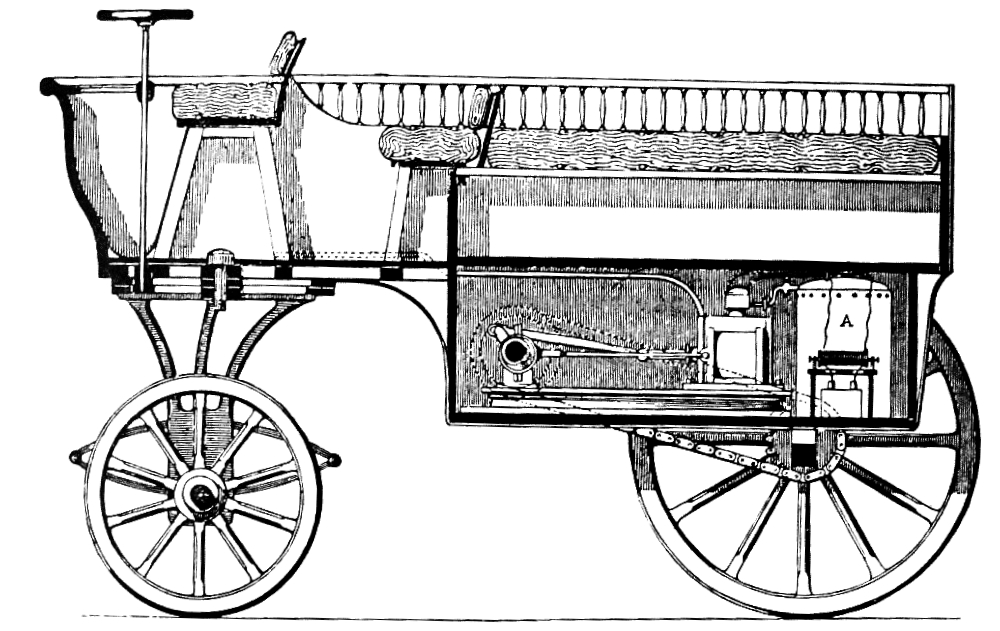
Lenoirs Hippomobile, um 1863

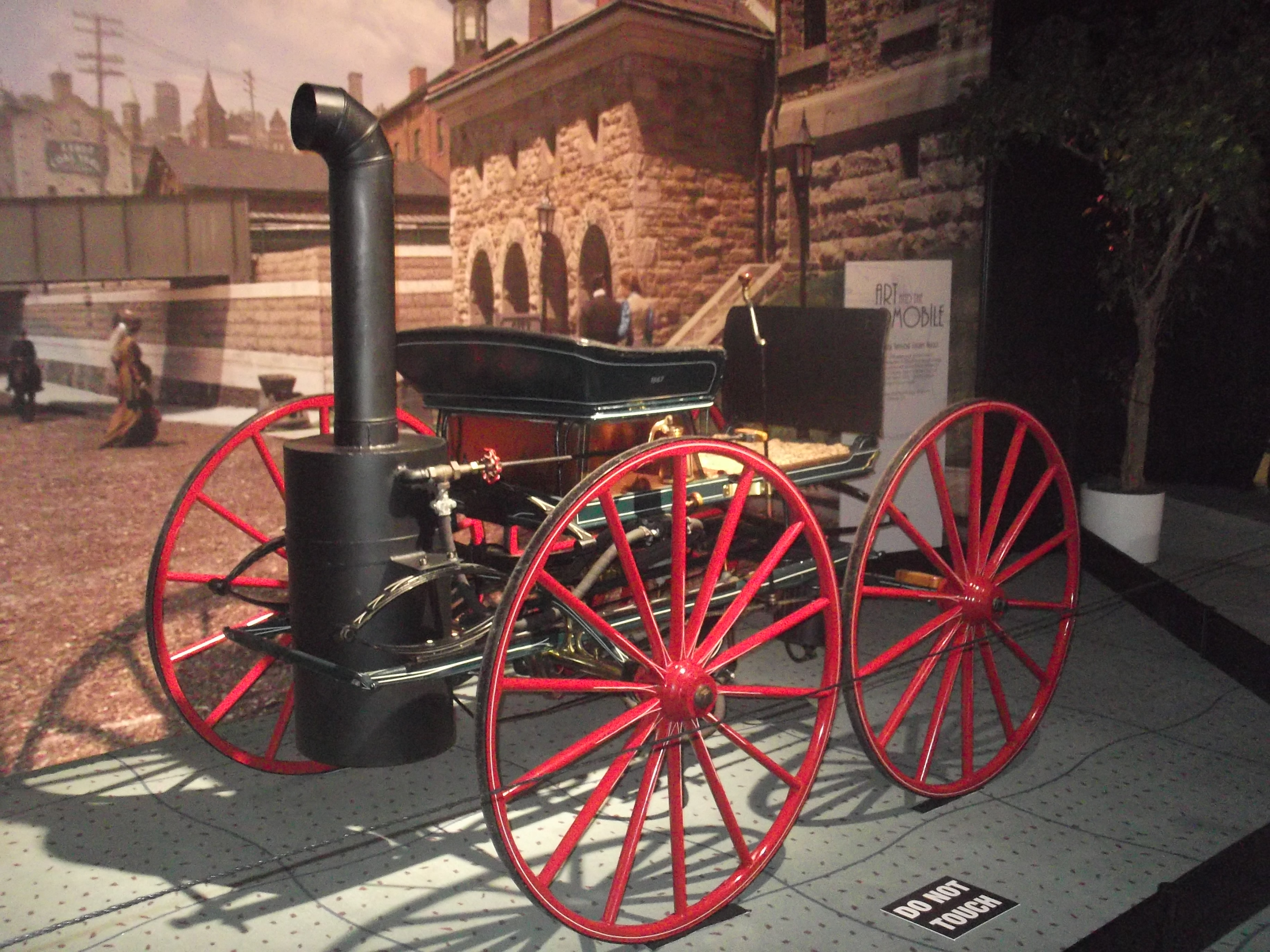
Der Taylor Steam Buggy von 1867

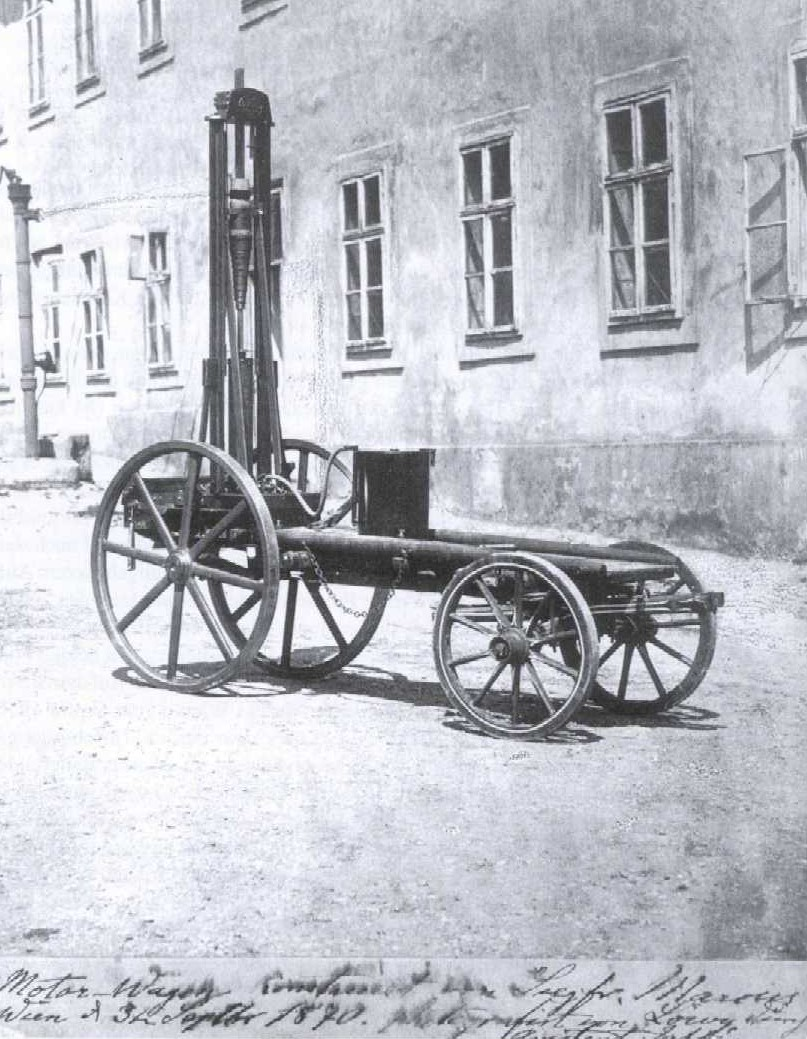
Der 1870 von Siegfried Marcus gebaute benzinbetriebene Wagen

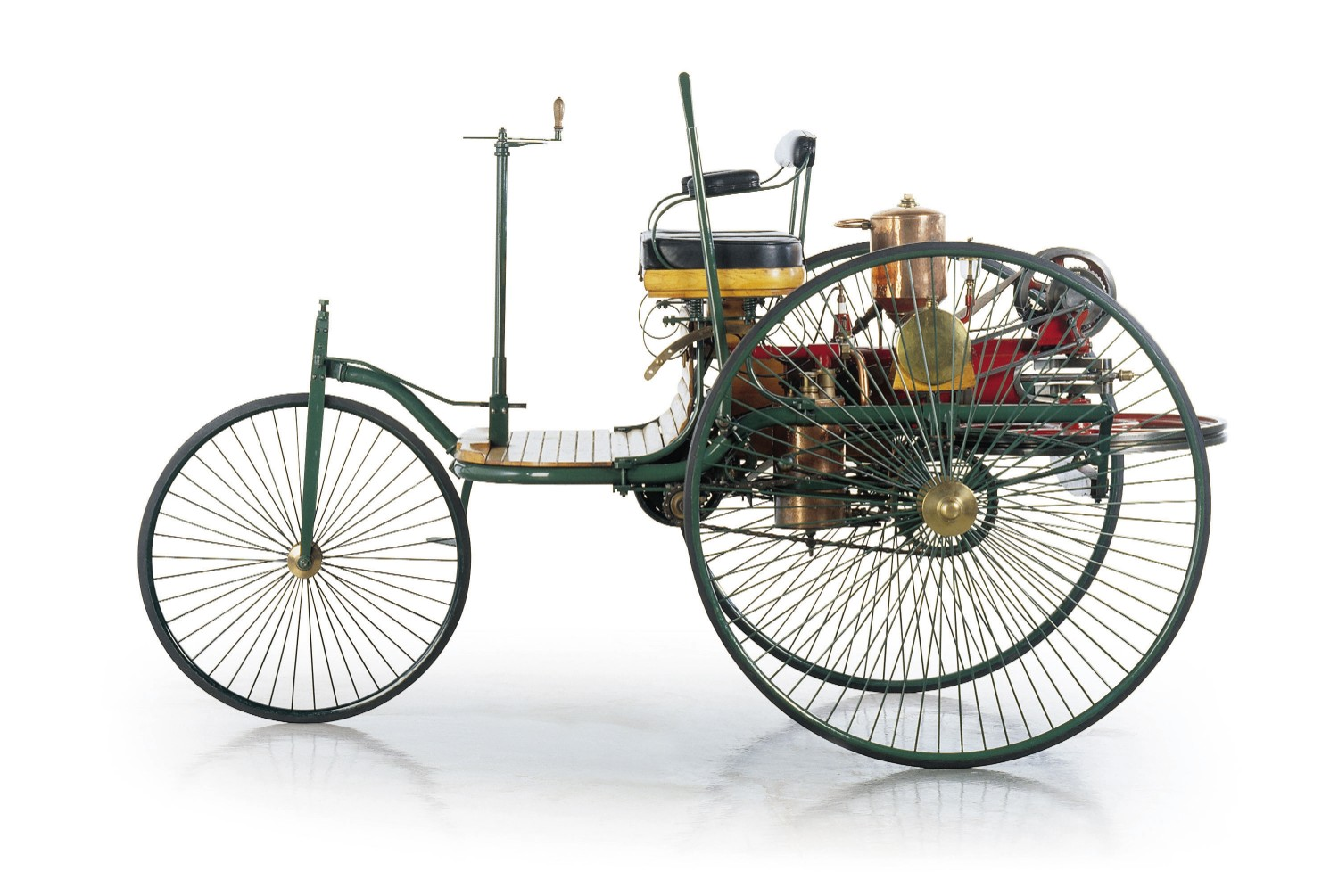
Benz Patent-Motorwagen Nummer 1 aus dem Jahr 1886

Im 19. Jahrhundert wurde eine Vielzahl an Dampfautomobilen gebaut. Zudem experimentierten Erfinder und Ingenieure in ganz Europa mit Muskelkraftwagen und Segelwagen.
In England hatte Richard Trevithick schon 1797 ein kleines Dampfwagenmodell entwickelt, bei dem der Kessel mit einem in das Flammrohr eingesteckten glühenden Eisenstab geheizt wurde. In der Folge konstruierte er 1801 einen Dampfwagen, der unter dem Namen Puffing Devil in Camborne Passagiere mit einer Geschwindigkeit von 8 km/h selbst über Steigungen beförderte.
1803 baute abermals Trevithick ein weiteres selbstfahrendes Fahrzeug, das London Steam Carriage, das im Prinzip eine mit einer Dampfmaschine ausgerüstete Postkutsche war. Es erregte die Aufmerksamkeit von Publikum und Presse, war aber im Betrieb wesentlich teurer als eine gewöhnliche Pferdekutsche und konnte sich deshalb nicht durchsetzen.
Ende 1804 konnte der amerikanische Stellmacher Oliver Evans seine Idee verwirklichen, mit Dampf ein Fahrzeug zu betreiben. Sie hatte ihn bereits seit 1772 beschäftigt; seine persönlichen Verhältnisse und widrige Umstände standen der Umsetzung aber im Weg. Evans’ Orukter Amphibolos wurde von seiner Weiterentwicklung der Newcomen-Dampfmaschine angetrieben. Das Fahrzeug war ein Schwimmbagger mit einem Schaufelrad im Heck. Den etwa 1,5 km langen Weg von Evans’ Werkstatt zum Wasser legte Orukter Amphibolos aus eigener Kraft zurück. Evans hatte dazu einen vierrädrigen Karren gebaut, auf dem das Boot lag. Seine Dampfmaschine trieb über Transmissionsriemen zwei der Räder an. Einmal im Wasser, konnte die Fahrt an Land nicht wiederholt werden. Dennoch baute Evans damit nicht nur eines der ersten funktionierenden Automobile, sondern auch das erste Amphibienfahrzeug.
Ebenfalls 1804 entwickelte der Schweizer Isaac de Rivaz den ersten Wagen mit Verbrennungsmotor, der 26 Meter weit gefahren sein soll. Das Fahrzeug hatte einen Zweitakt-Explosionsmotor, der mit einem Gemisch aus Steinkohlengas und Wasserstoff betrieben wurde.
Eine andere wichtige Voraussetzung für das Automobil schuf Erasmus Darwin 1761, ohne sie patentieren zu lassen: die Achsschenkel-Lenkung. Sie wird auch dem Deutschen Georg Lankensperger zugeschrieben, der sie 1816 patentieren ließ. Danach geriet sie in Vergessenheit und wurde, unabhängig voneinander, 1873 von Amédée Bollée in Frankreich und 1891 von Carl Benz wiederentdeckt und patentiert.
Bereits 1828 gab es in England einen mehr oder weniger regelmäßigen Pendeldienst mit einem Dampfbus zwischen London und Bath. Ab 1829 baute der Engländer Walter Hancock Dampfwagen für den privaten Gebrauch sowie etliche Dampfomnibusse. Zu Beginn des 20. Jahrhunderts entstand noch ein erfolgreicher Dampf-Lkw, der Sentinel.
1839 wurde das erste Elektrofahrzeug von Robert Anderson in Aberdeen gebaut.
1860 patentierte der Deutsche Christian Reithmann den Viertaktmotor. Im selben Jahr erhielt der Franzose Étienne Lenoir ein Patent auf einen betriebsfähigen Gasmotor. Im September 1863 fuhr er mit seinem Hippomobile genannten Straßenfahrzeug mit Verbrennungsmotor von Paris nach Joinville-le-Pont und zurück, es war das erste betriebsfähige Fahrzeug mit interner Verbrennung. Ein weiteres Hippomobile verkaufte Lenoir an den russischen Zaren Alexander II.
1862 legten Vertreter der Kohleindustrie dem preußischen Handelsministerium die Bitte um „Zulassung von Straßen-Locomotiven auf Staats-Chaussen und anderen öffentlichen Wegen“ vor.

1865 präsentierten auf der „internationalen landwirthschaftlichen Ausstellung“ in Köln drei Firmen
„Straßen-Locomotiven oder Automobile (Traction engines). […] Diese Kolosse gehorchen dem Steuer, wie der leichteste Kinderwagen seiner Deichsel; sie beschreiben die engsten Curven, überwinden alle gewöhnlichen Steigungen und schleppen eine Last bis zu 1000 Centner hinter sich her mit überwältigender Energie. […] Leider können die Pferde den Anblick nicht ertragen und werden leicht scheu; ein Uebelstand, welcher der Verwendung der Automobilen auf gewöhnlichen Landstraßen sehr hinderlich im Wege steht.“
1869 konstruierten die beiden Franzosen Pierre Michaux und M. Perreaux das erste von einer Dampfmaschine angetriebene Fahrrad.
1867 stellte Henry Seth Taylor den Taylor Steam Buggy vor, einen Dampfwagen mit zwei Zylindern, einem Gewicht von nur 227 kg und einer Höchstgeschwindigkeit von 24 km/h. Er gilt als das älteste kanadische Automobil.
1870 unternahm der Deutsch-Österreicher Siegfried Marcus in Wien Fahrversuche mit einem direkt wirkenden verdichtungslosen Zweitaktmotor, der auf einem einfachen Handwagen montiert war.
1873 soll Julius Söhnlein ein betriebsfähiges Motorfahrzeug gebaut haben, ein Nachbau des Fahrzeugs wurde 1944 durch Kriegseinwirkungen in München zerstört.
Ab 1876 begann die Produktion der Viertaktmotoren in der Deutz AG; diese Motoren waren durch das Deutsche Reichspatent DRP 532 vom 9. Mai 1876 geschützt.
1878 kam es zur wohl ersten Wettfahrt motorisierter Fahrzeuge, als in Wisconsin die Dampffahrzeuge Oshkosh Steam Wagon von Frank A. Shomer und der technisch überlegene, aber unfertige Green Bay Steamer von E. P. Cowles gegeneinander antraten. Das Preisgeld von 10.000 Dollar (nach heutigem Stand etwa 238.100 Dollar) für jenen Bürger, der einen „billigen und praktischen Ersatz für Pferde und andere Tiere auf dem Highway und der Farm“ erfände, stiftete der Staat. Es waren eine Distanz von 325 km von Green Bay nach Madison zurückzulegen und Sonderprüfungen zu bestehen. Der Oshkosh siegte, nachdem der Green Bay früh wegen eines Unfalls ausgeschieden war.
Zu den bedeutendsten Konstruktionen Frankreichs zu dieser Zeit gehörten die Dampfmobile von Amédée Bollée (ab 1873) und Léon Serpollet (ab 1888); Letzterer hatte bereits 1881, gemeinsam mit seinem Bruder Henri, einen schneller betriebsbereiten Dampfkessel patentieren lassen. Ein namhafter Hersteller solcher Fahrzeuge ab 1884 war De Dion, Bouton & Trépardoux.
Auch der Rumäne Dimitrie Văsescu baute 1880 in Paris ein dampfgetriebenes vierrädriges Automobil. Charakteristisch für sein Gefährt waren die rechtsseitig angeordnete Lenkung und die gummibezogenen Metallfelgen. Mit seinen Fahrten durch Paris sorgte Văsescu für großes Aufsehen in der zeitgenössischen Presse. 1906 kehrt Văsescu mit seinem Gefährt nach Rumänien zurück.
Trotz dieser vielschichtigen Entwicklung gilt erst das Jahr 1886 mit dem Benz Patent-Motorwagen Nummer 1 des deutschen Erfinders Carl Benz als das Geburtsjahr des modernen Automobils mit Verbrennungsmotor, da es große mediale Aufmerksamkeit erregte und zu einer Serienproduktion führte.

## Ende des 19. Jahrhunderts

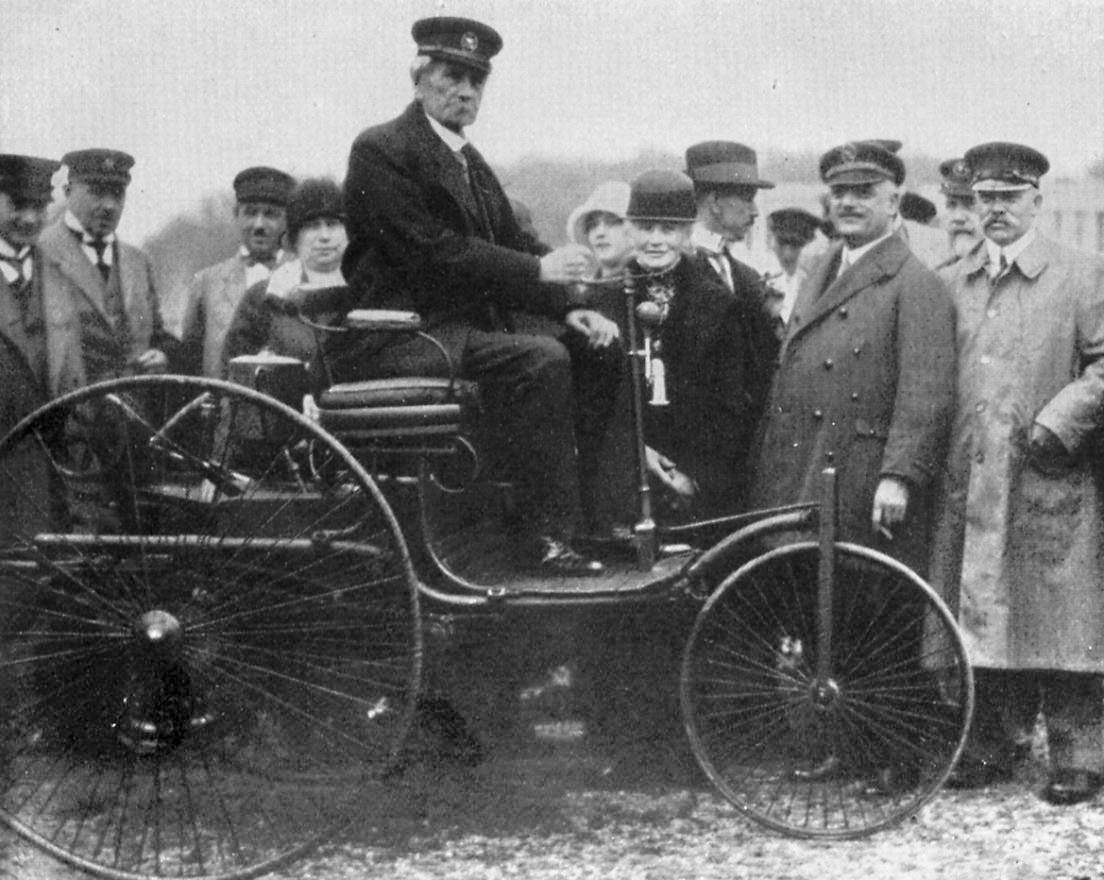
Der 81-jährige Carl Benz 1925 auf seinem 1886 entwickelten Motorwagen

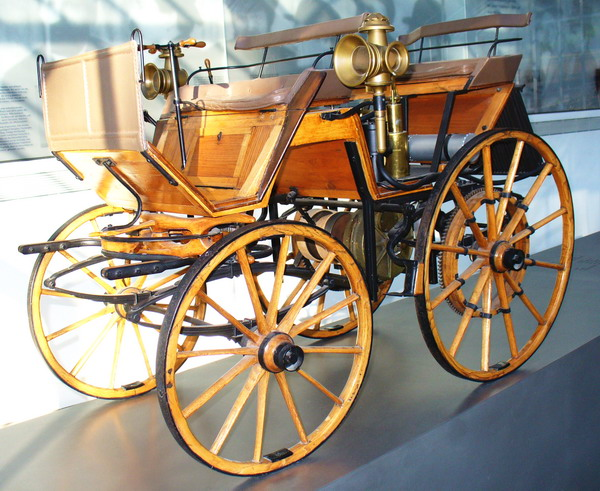
Modell von Gottlieb Daimlers Motorkutsche von 1886

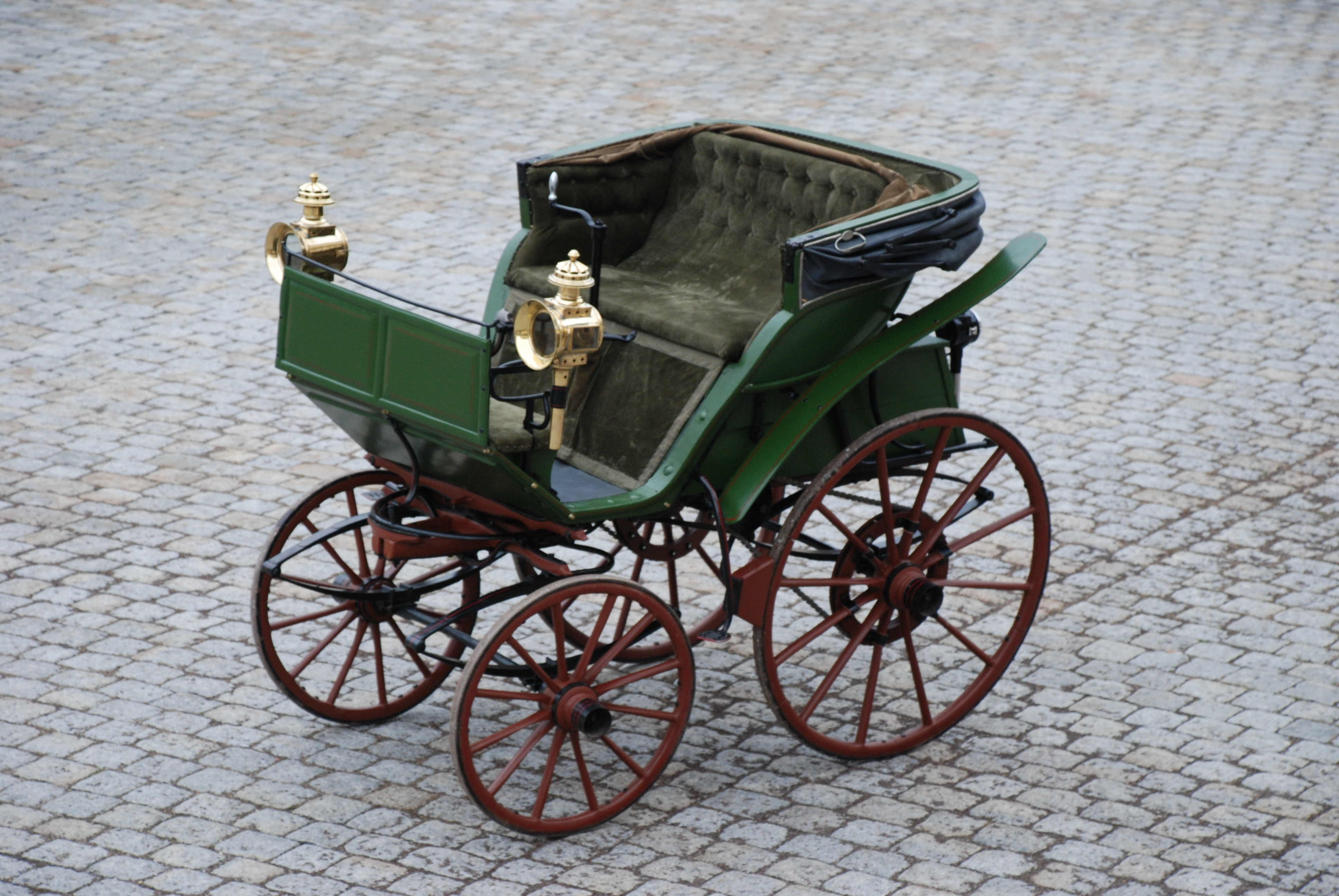
Rekonstruktion des Flocken Elektrowagens von 1888

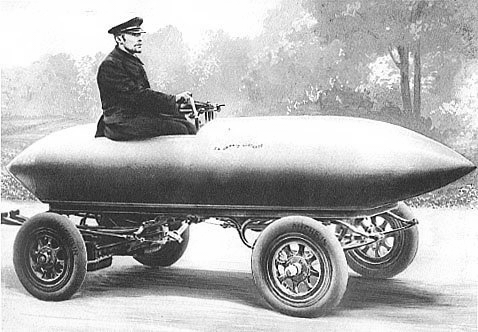
Elektro-Rekordfahrzeug La Jamais Contente, das erste Auto, das über 100 km/h schnell war (1899), Illustration

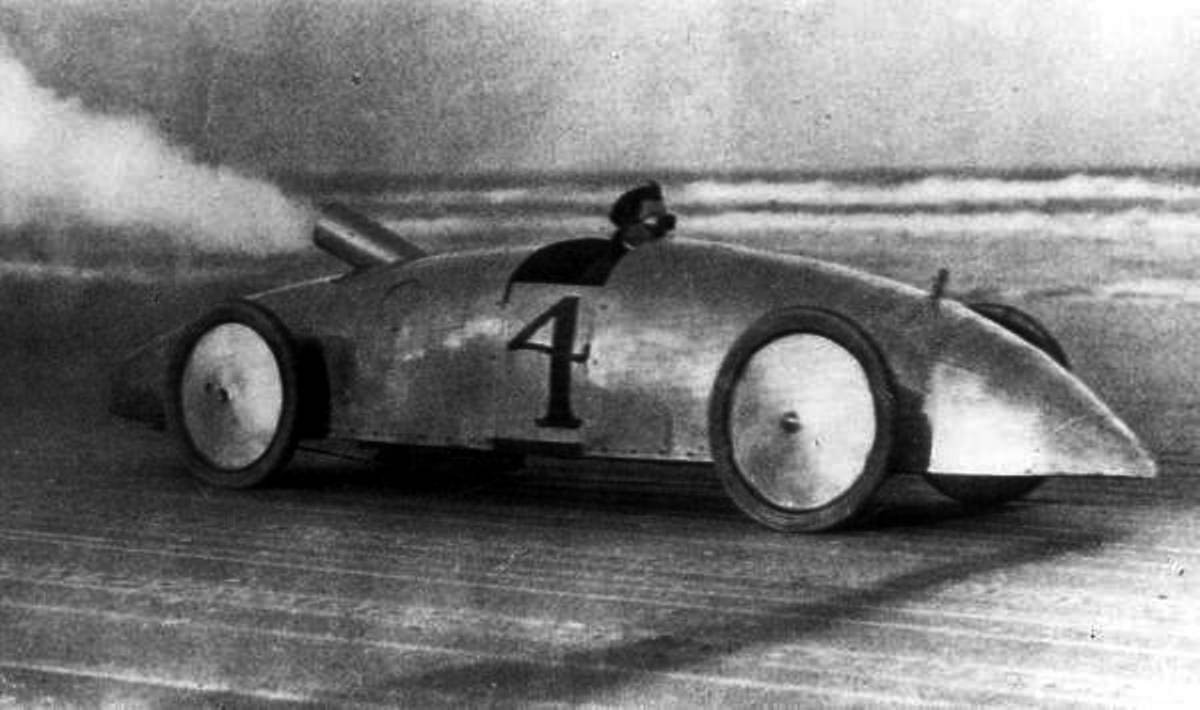
Dampf-Rekordfahrzeug Stanley Woggle-Bug (1903)

Der Nutzen von selbstfahrenden Fahrzeugen wurde in der Bevölkerung skeptisch beurteilt. Die Entwicklung erfolgte isoliert und in der Regel durch einzelne Personen. Sie kam Mitte der 1880er Jahre in Deutschland einen Schritt weiter, bezeichnenderweise durch zwei Erfinder, die nur etwa 100 Kilometer voneinander entfernt an Automobilen mit einem Verbrennungsmotor als Antrieb arbeiteten und zunächst nichts voneinander wussten. Der eine, Carl Benz, baute 1885 in Mannheim sein Dreirad und am 29. Januar 1886 meldete er seinen Motorwagen zum Patent an (Reichspatent 37435). Dies gilt als die Geburtsstunde des „modernen“ Automobils mit Verbrennungsmotor. Kurz danach folgten unabhängig davon in Cannstatt bei Stuttgart Gottlieb Däumler (später Namensänderung in Daimler) und Wilhelm Maybach sowie Siegfried Marcus in Wien mit weiteren Fahrzeugen.
Die Frage, ob möglicherweise schon vor Carl Benz’ Motorwagen ein fahrtaugliches Automobil mit Verbrennungsmotor gebaut wurde, blieb zeitweise kontrovers. Zu den diskutierten Personen zählen George Baldwin Selden, Siegfried Marcus, Étienne Lenoir und Friedrich Louis Tuchscherer.
Seit 1881 sind mehrere dreirädrige elektrisch betriebene Straßenfahrzeuge bekannt, etwa das Trouvé Tricycle. Das erste bekannte deutsche Elektroauto baute 1888 die Coburger Maschinenfabrik A. Flocken. Es wird vermutet, dass es sich bei diesem vierrädrigen Elektroauto um den weltweit ersten elektrisch angetriebenen Personenkraftwagen (Pkw) nach heutiger Definition handelt. Etwa gleichzeitig konstruierten die Russen Jablotschkow und Romanow erste Personenwagen mit Elektromotor.
Die erste Überlandfahrt über mehr als 100 km unternahm Bertha Benz Anfang August 1888 von Mannheim nach Pforzheim und zurück mit dem Benz Patent-Motorwagen Nummer 3. Ihr ging recht schnell das Leichtbenzin aus, daher musste sie Ligroin „nachtanken“, das damals als Reinigungsmittel in Apotheken verkauft wurde. So wurde die Stadt-Apotheke von Wiesloch zur ersten Tankstelle der Welt. Seit 2008 erinnert eine offizielle deutsche Ferienstraße und Straße der Industriekultur, die Bertha Benz Memorial Route, an jene Pionierfahrt.
Benz & Cie. reichten schon 1886 eine Patentschrift für ein dreirädriges „Fahrzeug mit Gasmotorenbetrieb“ ein. Der deutsche Erfinder Carl Benz fuhr damit öffentlich herum. Seit 1894 stellte er als erster ein Automobil in Serie her. Der Deutsche Gottlieb Daimler baute 1887 ebenfalls, völlig unabhängig von Carl Benz, Automobile und gründete die Daimler-Motoren-Gesellschaft (DMG). Der von ihm entwickelte Kutschenwagen erreichte eine Höchstgeschwindigkeit von 16 km/h und war eigentlich eine umgebaute Droschke mit Motor. Er arbeitete mit dem Motorenbauer Wilhelm Maybach zusammen und entwickelte so verschiedene Fahrzeuge.
Der Erfinder des Automobils mit Verbrennungsmotor Carl Benz war begeisterter Velocipedist. Er bezog einige Teile für sein Auto von den Frankfurter Adler-Fahrradwerken und beschrieb im Patenttext sein Fahrzeug als „kleinen Wagen nach Art der Tricycles.“ Die Presse sprach von einem „Motoren-Veloziped“. Die bereits aus dem britischen Coventry eingeführten modernen Niederräder konkurrierten bereits mit seinem Patentmotorwagen, denn sie kosteten nur ein Sechstel des Preises eines Automobils und erreichten eine vergleichbare Spitzengeschwindigkeit. Frühe technische Fahrrad-Innovationen waren für die Entwicklung des Automobils sehr wichtig. Erfolgselemente der Automobiltechnik, die der Fahrradindustrie entstammten, waren Stahlrohrrahmen, Kugellager, Kettenantrieb und Differential (von den Pedal-Tricycles) und ganz besonders der Fahrradpneu des Reifenpioniers John Boyd Dunlop. Das Fahren mit dem Rad lieferte darüber hinaus viele Erkenntnisse zur Fahrphysik, die mit Kutschen oder im Schienenverkehr nicht zu erhalten waren. Eine Vielzahl der später wichtigsten Autohersteller waren vorher Fahrradfabrikanten, zum Beispiel in Deutschland Adler, NSU, Opel, Stoewer, Wanderer und Wartburg.
Der in Wien lebende Mecklenburger Siegfried Marcus ließ unabhängig von Benz und Daimler in den Jahren 1888 und 1889 einen von einem Benzin-Viertaktmotor angetriebenen Wagen bauen, der wie moderne Autos vier Räder hatte. 1888 baute Albert F. Hammel in Kopenhagen einen zweizylindrigen Motorwagen.
Automobilfabriken entstanden ab etwa 1891 in Europa, u. a. Panhard & Levassor und Peugeot in Frankreich, die beide zunächst in Lizenz hergestellte Daimler-Motoren verwendeten. Daimler gründete zudem Unternehmen in England und in Österreich. Im Jahr 1892 erhielt Rudolf Diesel ein Patent auf eine „neue rationelle Wärmekraftmaschine“ mit höherem Wirkungsgrad. 1897 konstruierte er den ersten Dieselmotor, der aber für mobile Anwendungen noch zu schwer war. Mit der Netphener Omnibusgesellschaft nahm 1895 der erste benzinbetriebene Omnibus der Welt seinen Betrieb auf.
Auf seinen Erfahrungen mit der Heilmann-Lokomotive aufbauend, entwickelte der französische Ingenieur Jean-Jacques Heilmann 1899 ein dampf-elektrisches Automobil.

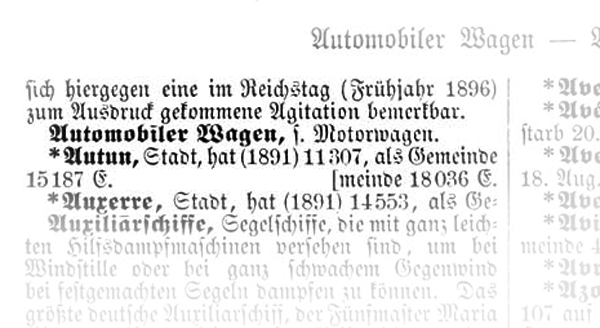
Der Eintrag „Automobiler Wagen“ im Brockhaus 1896

Der erste dokumentierte Geschwindigkeitsrekord eines Automobils wurde bereits ein Jahr vorher, 1898, von dem Franzosen Gaston de Chasseloup-Laubat mit 63,14 km/h mit einem Elektroauto aufgestellt. Bis 1964 wurden Automobil-Geschwindigkeitsrekorde nur von Fahrzeugen anerkannt, die über die Räder angetrieben wurden. Der österreichische Automobilhersteller Gräf & Stift stellte 1898 das erste Auto mit Frontantrieb her und erhielt dafür 1900 ein Patent. Ein Jahr später erreichte Camille Jenatzy mit dem Elektroauto La Jamais Contente als Erster eine Geschwindigkeit von über 100 km/h.
De Dion-Bouton stellte nach 1893 auf Benzinmotoren um und war um 1900 sowohl der größte Automobil- wie auch Fahrzeugmotorenhersteller der Welt. 140 Hersteller in allen Auto bauenden Nationen verwendeten dessen „schnell laufenden“ Einbaumotor oder bauten ihn in Lizenz nach. Darunter waren Renault und, in den USA ab 1900, Oldsmobile oder Rambler, die den auf Taxis in Großstädten spezialisierten Elektroautobauer Electric Vehicle Company (E.V.C.) als Marktführer ablösten.
Die Zeitungen und Enzyklopädien des ausklingenden Jahrhunderts widmeten dem Automobil unter dem Begriff „Motorwagen“ bereits breiten Raum. Das Brockhaus-Konversationslexikon brachte in seiner 1896 erschienenen Ausgabe die technischen und ökonomischen Vorzüge des Automobils gegenüber Pferde- und Dampfwagen auf den Punkt:

„Die Vorteile dieser motorisch bewegten Straßenfuhrwerke gegenüber den von Zugtieren gezogenen sind mehrfache. Zunächst lassen sich mit Motorwagen größere Geschwindigkeiten, auch für längere Zeitabschnitte, erreichen als mit Zugtieren; auch größere und anhaltende Steigungen werden leichter überwunden. Dabei sind die Betriebskosten bei M. erheblich geringer als bei Pferdebetrieb, sowohl bei dauerndem als auch ganz besonders bei intermittierendem Betrieb, weil der M. nur während der Fahrt Betriebskosten verursacht, während Pferde gefüttert werden müssen, auch wenn sie nicht gebraucht werden. Für verkehrsreiche Städte bringen die M. noch die schätzbaren Vorteile, daß sie weniger Raum beanspruchen als die mit Pferden bespannten Fuhrwerke, und daß die Verunreinigung der Straßen vermieden wird. Auf staubigen Landstraßen endlich bleiben die Insassen eines M. vom Staub mehr verschont als bei Pferdewagen.“

Das Aberdeen Weekly Journal hielt 1895 den Autocar or self-driven carriage für „die Verkörperung einer alten Idee. Die Vorstellungen moderner Ingenieure zu dem Thema sind ziemlich unausgereift“.
Ende des 19. Jahrhunderts verbreiteten sich auch neue Begriffe rund um das Auto, etwa der Herrenfahrer, englisch gentleman driver, und die Vergnügungsfahrt mit einem pleasure car.
Die Verbrennungsmotoren hießen um die Jahrhundertwende „Explosionsmotoren“ und standen in Konkurrenz zu Dampf- und Elektromotoren.

## Entwicklung in den Vereinigten Staaten

### Bis zum Ersten Weltkrieg

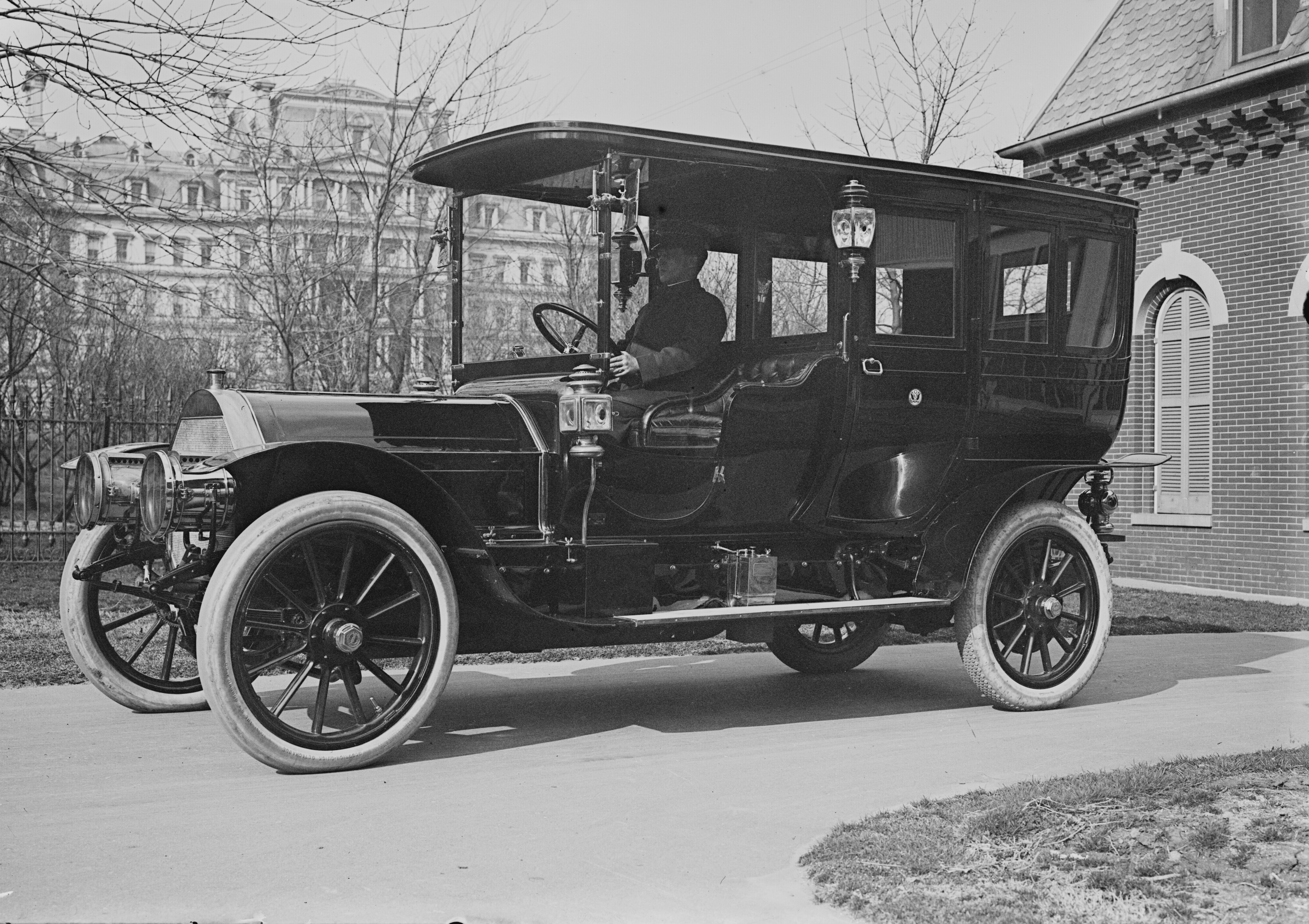
Eines der ersten Automobile des Weißen Hauses: Pierce Great Arrow 48 HP Limousine von US-Präsident William Howard Taft (1909)

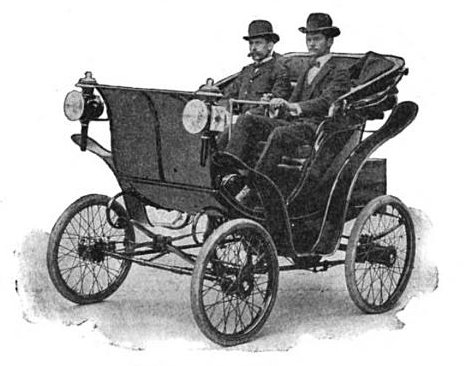
Riker Electric Victoria (1900)

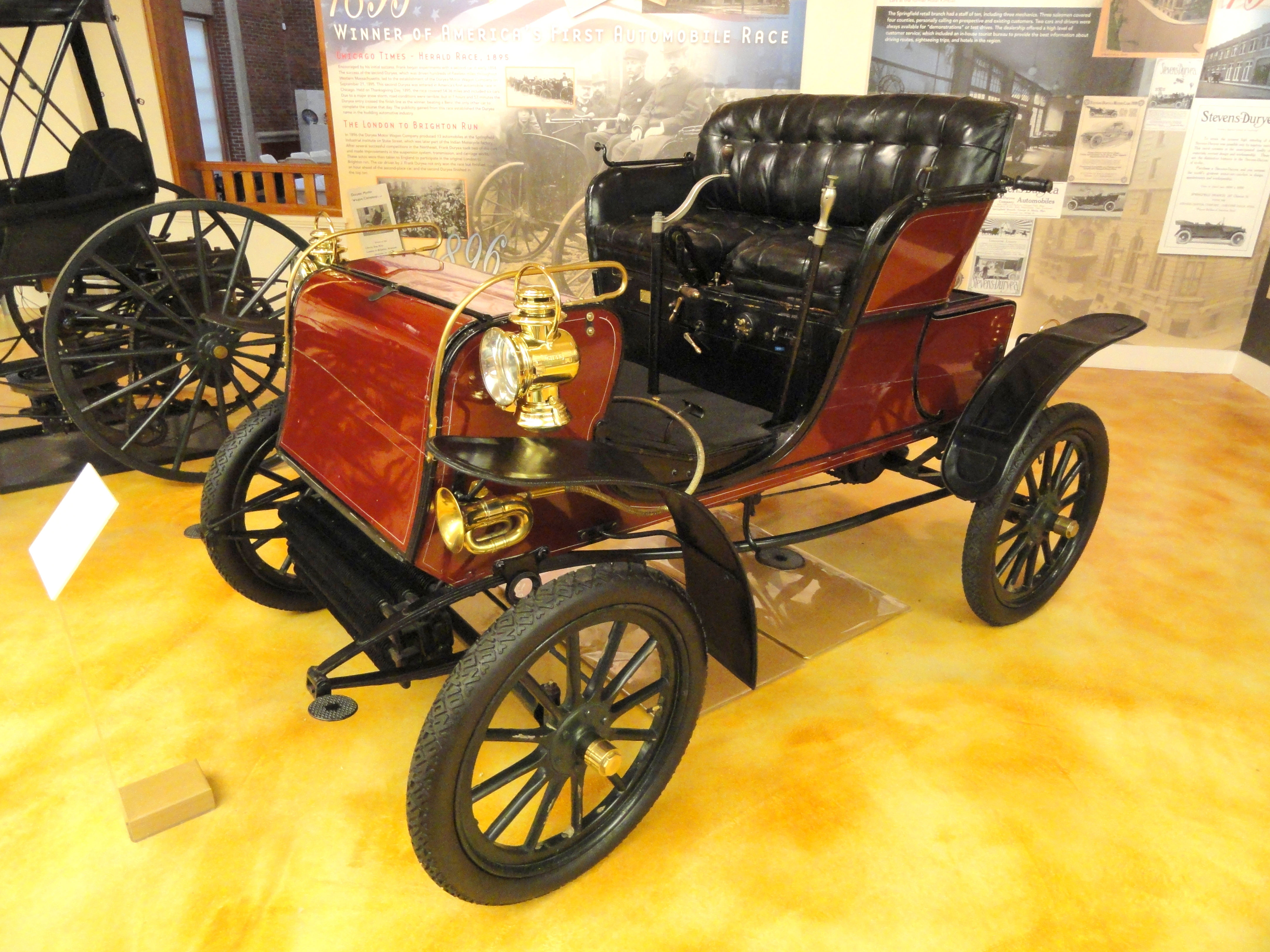
Stevens-Duryea Modell L Stanhope (1903)

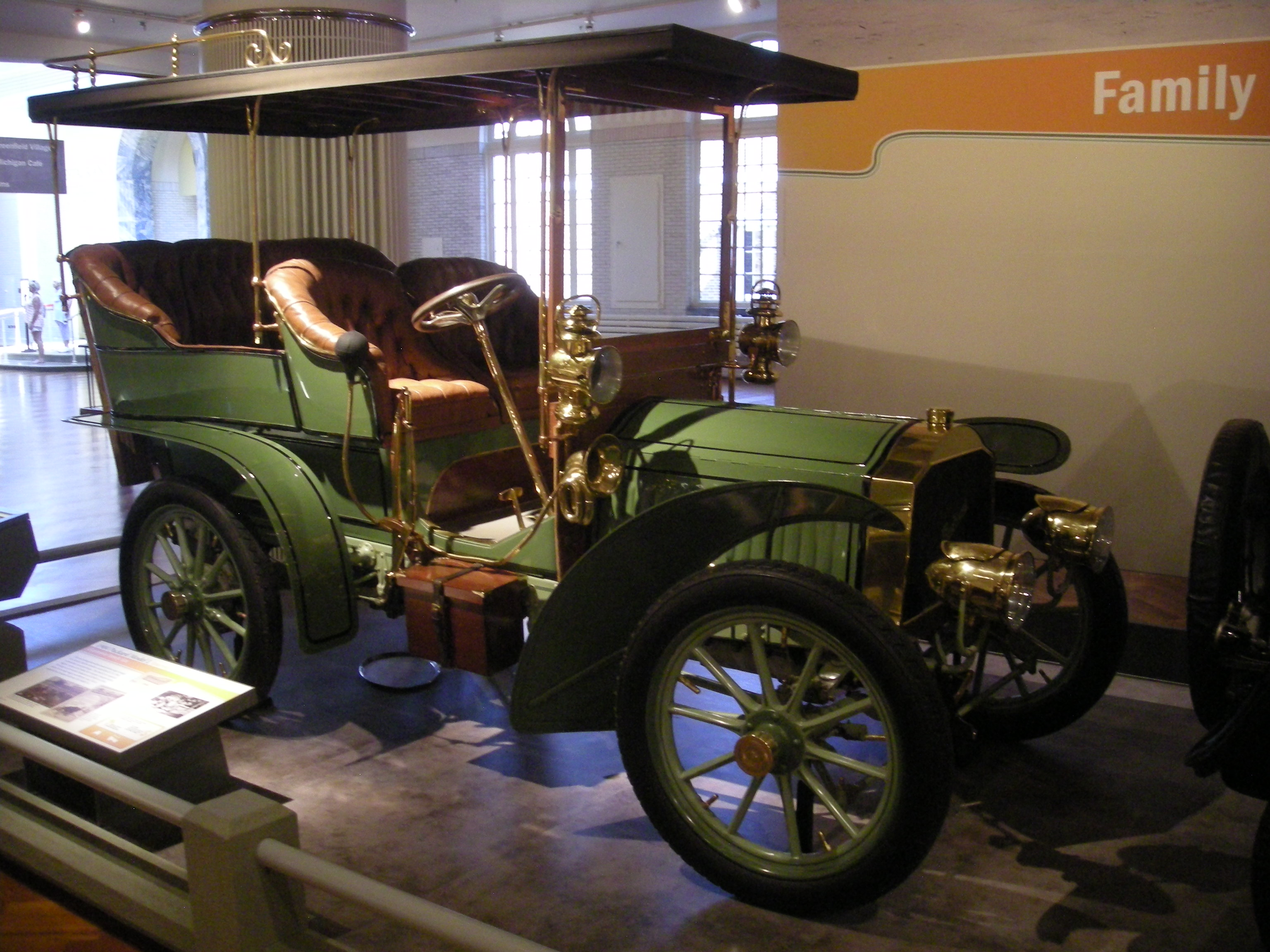
Packard Modell L Tonneau (1904)

In den USA gab es in der zweiten Hälfte des 19. Jahrhunderts noch kein übergeordnetes Straßennetz. Fernverbindungen bestanden entlang den Küsten und auf den großen Flüssen mit Schiffen und Kursbooten sowie mit der stetig ausgebauten Eisenbahn. Diese wie auch der öffentliche Verkehr in den Großstädten waren zunehmend monopolisiert. An der Centennial International Exhibition von 1876 in Philadelphia (Pennsylvania), der ersten offiziellen Weltausstellung in den USA, stellte George Brayton seinen Zweitakt-Gasmotor mit paarweise angeordneten Arbeits- und Kompressionszylindern und kontinuierlich brennender Zündflamme vor, den Braytonmotor. Obwohl es früh Versuche mit Automobilen mit Verbrennungsmotoren gab, etwa von Charles E. und J. Frank Duryea (welche 1893 in Chicopee Falls (Massachusetts) die erste Autofabrik in den USA einrichteten), Charles Brady King, Henry Ford oder Alexander Winton, setzten sich zunächst Dampf- und Elektroantrieb durch. Richtungweisend in ersterem Bereich waren die Entwicklungen der Stanley-Brüder, die sowohl zum Locomobile wie auch zum Stanley Steamer führten, sowie des späteren Lkw-Herstellers White und der Grout. Mit dem wohl perfektesten Dampfauto überhaupt, dem Doble, fand diese Technologie in den 1920er Jahren ihren Höhepunkt. Wirtschaftlich spielte sie schon vor dem Ersten Weltkrieg keine Rolle mehr. Die Grundlagen für die Elektroautoindustrie in den USA legten unter anderem William Morrison mit dem ersten erfolgreichen, vierrädrigen Elektroauto im Land, Henry G. Morris und Pedro G. Salom (ab 1893), J. A. Barrett und A. Frank Perret (Barrett & Perret Electric, 1896), Andrew L. Riker und Hiram Percy Maxim. Ein Syndikat versuchte, das Taxigeschäft zu kontrollieren und baute die Electric Vehicle Company zum größten Autobauer in den USA auf, scheiterte aber letztlich. Innerhalb von nur 5 Jahren fielen die Stückzahlen von Elektroautos von Platz eins auf Platz drei (hinter Verbrennungsmotor und Dampfmaschine) zurück.
Dabei wurde die Entwicklung des Benzinautos auch durch andere Manipulationen massiv behindert. George Baldwin Selden hatte bereits 1877 ein Fahrzeug mit Braytonmotor gebaut, das kaum gebrauchstüchtig war. Das Gesamtkonzept hatte er 1879 zum Patent angemeldet, die Ausstellung dieses Universalpatents auf ein Auto mit Verbrennungsmotor jedoch bis 1895 verzögert, um eine bessere Wirkung zu erzielen. Unter sein Patent fielen nach seiner Auffassung alle entsprechenden, während der Patentfrist in den USA hergestellten oder importierten Fahrzeuge. 1899 verkaufte er die Rechte an die Electric Vehicle Company. Zum Eintreiben der Lizenzgebühren hunderter Hersteller und Dutzender Importeure wurde die Association of Licensed Automobile Manufacturers (A.L.A.M.), gegründet. Der Umfang des Patents, nicht jedoch dieses selbst, wurde von sogenannt „unabhängigen“ Fahrzeugherstellern um Henry Ford juristisch angegriffen. 1911 erreichte Ford in zweiter Instanz die Einschränkung des Patents auf Fahrzeuge mit Braytonmotor, was es wertlos machte.
1897 wurde die Winton Motor Car Company gegründet. 1899 folgten die Olds Motor Works, die Packard Motor Car Company und der Motorenhersteller Buick Auto-Vim and Power Company, Vorläufer von Buick. 1901 begann der Autobau bei George N. Pierce & Company, Herstellerin des bis heute hubraumstärksten Personenwagens (Pierce Great Arrow 1912; 13,5 Liter). 1903 musste Ransom Eli Olds das von ihm gegründete Unternehmen verlassen und gründete im folgenden Jahr die Reo Motor Car Company. Zur gleichen Zeit finanzierten die Brüder John Francis Dodge und Horace Elgin Dodge das neue Unternehmen von Henry Ford – und lieferten praktisch alle Komponenten seiner frühen Fahrzeuge. Sie selbst kamen erst 1914 mit dem ersten Dodge-Automobil auf den Markt.

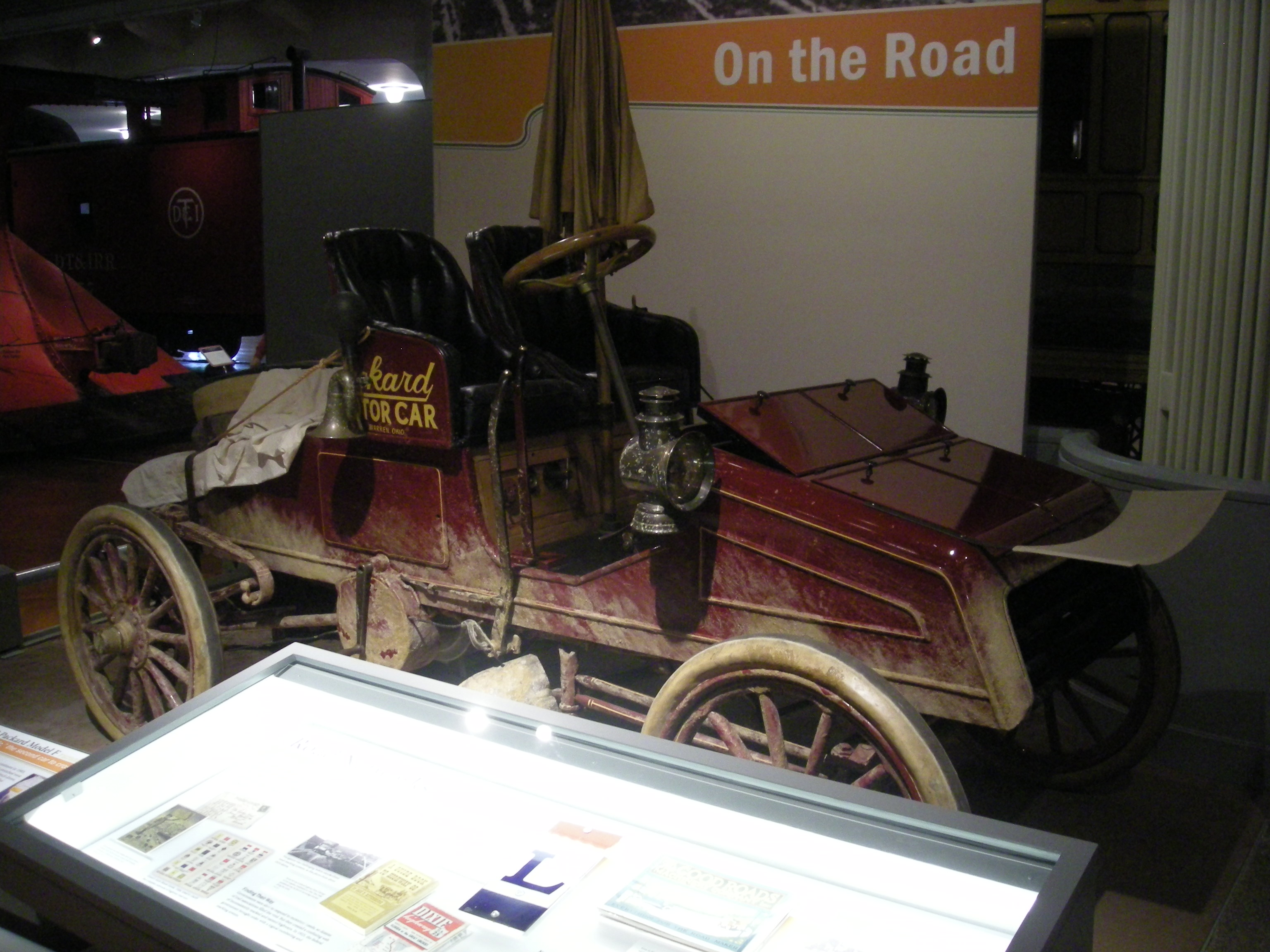
Packard Model F „Old Pacific“ (1903)

Am Sandstrand des Winteraufenthaltsorts Ormond in Florida (heute Ormond Beach) wurden zu Beginn des 20. Jahrhunderts Automobilrennen ausgetragen und Geschwindigkeitsrekorde aufgestellt. Nach wenigen Jahren verlagerte sich der Betrieb allmählich an die angrenzende Daytona Beach. 1903 durchquerten, unabhängig voneinander, erstmals zwei Automobile die USA: Zuerst ein Winton, gefahren vom Privatmann Horatio Nelson, und kurz darauf ein „Old Pacific“ genannter Packard Model F, den das Werk bereitgestellt hatte.
Die Autoindustrie entwickelte Fahrzeuge aller Preisklassen, vom Buckboard bis Luxus- und Sportwagen wie dem ALCo, Lozier oder Simplex. Chadwick brachte 1908 den ersten Kompressor-Pkw auf den Markt (zu einem Aufpreis in der Höhe eines Mittelklasseautos) und ein Thomas siegte ebenfalls 1908 bei der längsten Automobilwettfahrt der Geschichte von New York nach Paris.

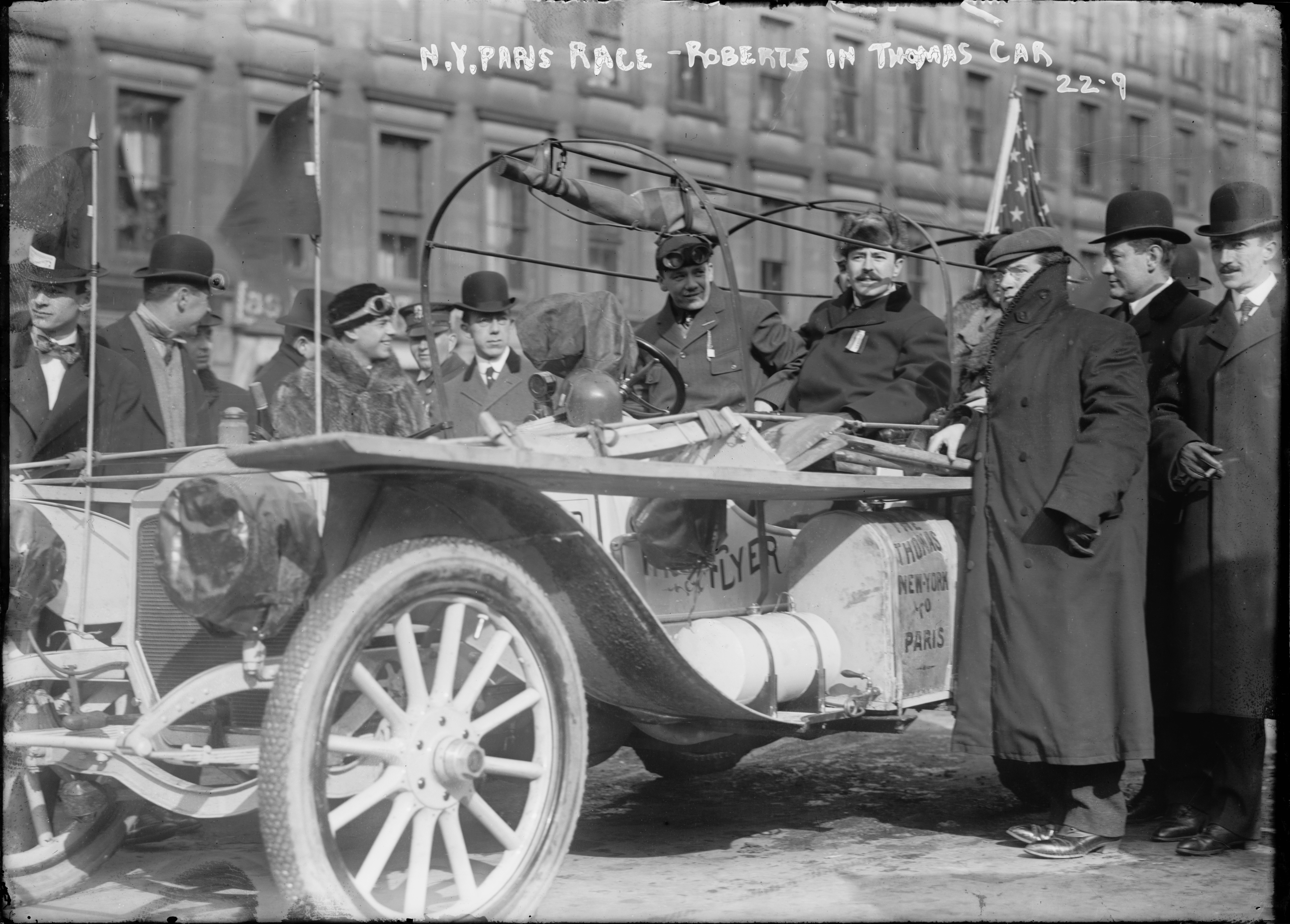
Wettfahrt New York-Paris 1908: Thomas Flyer 35/40 HP Modell 35, am Lenkrad Montague Roberts.

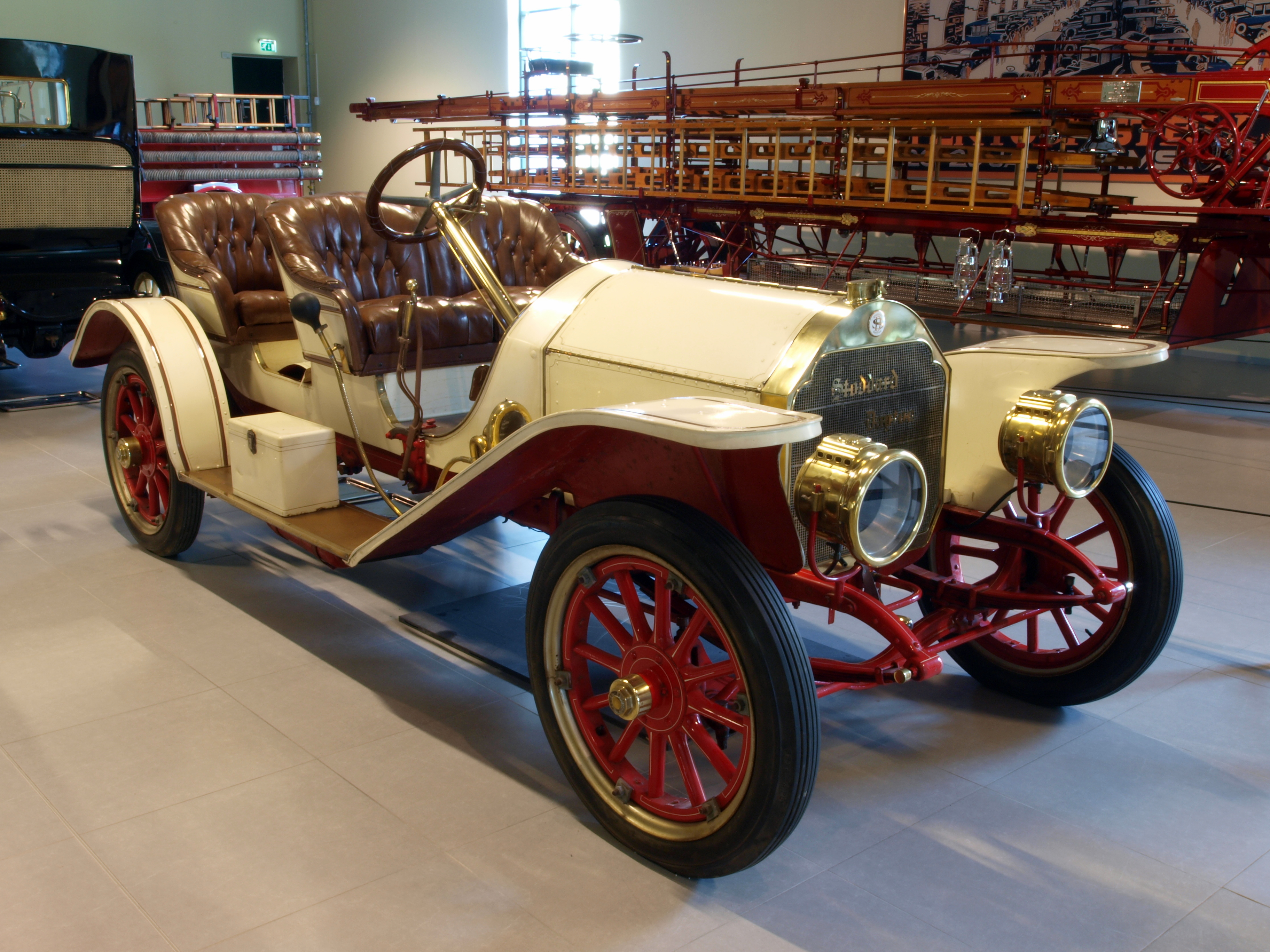
Stoddard-Dayton Model 10C 4-passenger Roadster (1910)

Wenngleich die Reichen und Mächtigen des Landes noch einige Zeit europäische Autos bevorzugten, entstanden doch eine Reihe von Konzernen. Pope Manufacturing war der erste, gefolgt von General Motors, die William Crapo Durant 1908 um seine Buick Motor Car Company organisierte. 1909 kamen Oldsmobile und die 1903 aus der Henry Ford Company hervorgegangene Cadillac Motor Car Company hinzu. Der Kutschenbau-Gigant Studebaker begann mit Electrics und dem Exklusivvertrieb von Fremdmarken, ehe er die von ihm mitfinanzierte Everitt-Metzger-Flanders Company übernahm und eigene Autos herstellte. General Motors wäre beinahe der erste US-amerikanische Konzern geworden, der zusammenbrach. Ursache waren die gewaltigen Investitionen in Automobil- und Zulieferer-Unternehmen, mit denen Durant das Unternehmen überforderte. Er musste das Unternehmen 1910 – vorübergehend – verlassen und GM brauchte Jahre, um sich unter der Leitung von Charles W. Nash wieder zu erholen. Hingegen begann der Pope Konzern schon vor dem Tode des Gründers Albert Augustus Pope 1909 zu zerbröckeln. Der teilweise aus den Resten des Pope-Imperiums aufgebaute Konzern United States Motors Company von Benjamin Briscoe brach 1912 spektakulär zusammen und riss ein rundes Dutzend Hersteller mit sich, darunter Briscoe, Brush, Stoddard-Dayton und Thomas. Als Sanierer wurde der Buick-Präsident und GM-Vizepräsident Walter P. Chrysler geholt, der später um die einzige überlebende Marke des Konzerns, Maxwell, seine Chrysler Corporation aufbaute. Ein anderer GM-Mann, eben der genannte Charles Nash, wurde von Durant nach dessen – vorübergehender – Rückkehr an die Konzernspitze 1916 entlassen und kaufte mit der Thomas B. Jeffery Company kurz darauf einen der größten Hersteller, den er als Nash Motors reorganisierte.

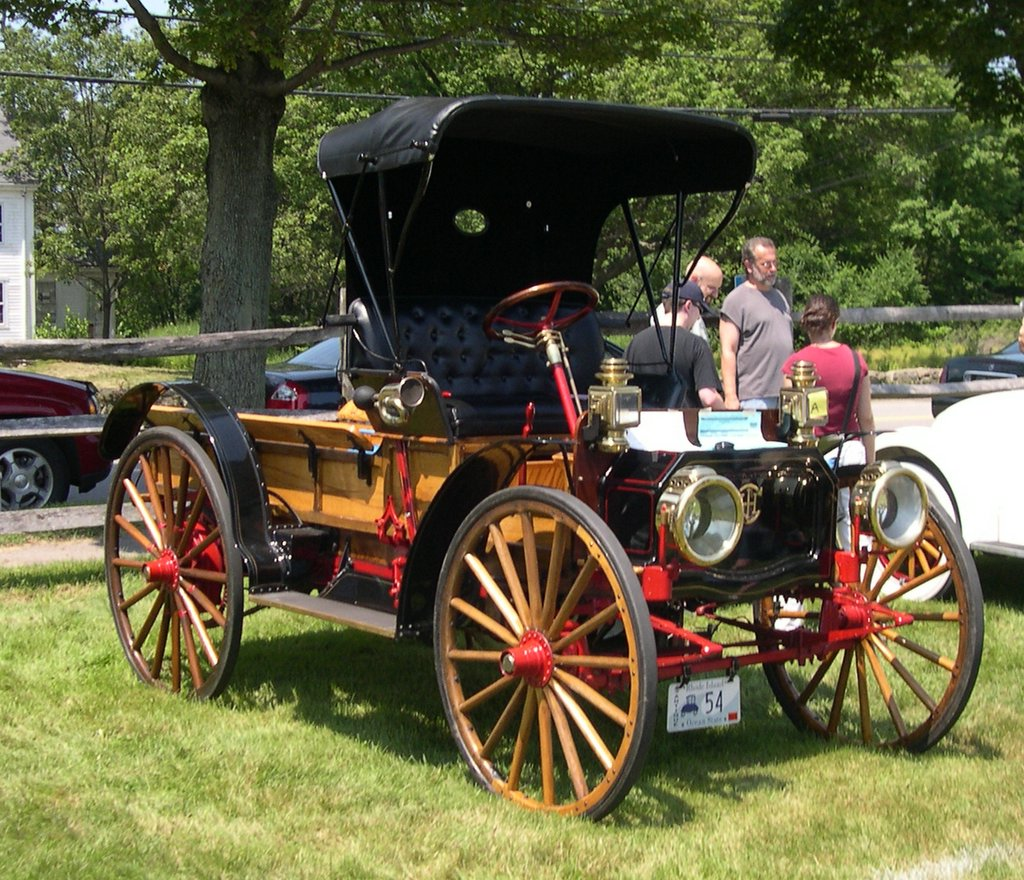
International High Wheel Wagon (1911)

Zu den Besonderheiten der US-Autoentwicklung gehört der Highwheeler, der seine Blütezeit zwischen 1900 und 1910 erlebte. Die namengebenden, riesigen Holzspeichenrädern sollten die unbefestigten Straßen besser bewältigen. Er war sehr einfach konstruiert – oft nicht mehr als ein Fuhrwerk mit Motor – dabei aber robust, günstig in Anschaffung und Unterhalt und er konnte vom Dorfschmied repariert werden. Zwischen 1910 und 1914 gab es einen Boom auf Cyclecars, der so schnell abebbte, wie er aufgetaucht war. Eine der Ursachen für den Niedergang dieser Leichtfahrzeuge dürfte das Ford Modell T gewesen sein, das als vollwertiges Auto günstiger angeboten wurde als mancher Cyclecar.

### Die Motorisierung im Ersten Weltkrieg
Der Aufbau eines Highway-Systems wurde nach 1910 als patriotische Aufgabe gesehen. 1916 wurden mit dem Lincoln Highway erstmals die Ost- und Westküste der USA durch eine Straße verbunden. Er führte zunächst durch 13 Bundesstaaten.
Die USA erklärten dem Deutschen Reich am 6. April 1917 den Krieg und spielten damit eine aktive Rolle im Ersten Weltkrieg. Technisch waren die US-Streitkräfte schlecht gerüstet; eine konservative Militärführung hatte den Wert der Motorisierung lange unterschätzt. Die Nutzfahrzeugindustrie erfuhr vor diesem Hintergrund eine späte, aber intensive Förderung, die sich im Liberty-Programm niederschlug, an dem 62 Unternehmen, Hersteller und Zulieferer, teilnahmen. Personenwagen (damals als pleasure cars, Vergnügungsfahrzeuge, bezeichnet) wurden hingegen von der Regierung als vernachlässigbares Luxusgut betrachtet. Ende 1917 veranlasste das War Industries Board (W.I.B.) die Rationierung kriegswichtiger Materialien. PKW erhielten dabei eine gleich niedrige Prioritätsstufe wie Musikinstrumente, Pelzmäntel oder Parfum. Für kleinere Hersteller bedeutete das einen faktischen Betriebsstillstand, der durchaus existenzbedrohend war. Wenngleich das meist nicht der einzige Grund war, mussten auch deswegen mehrere Autobauer aufgeben. Auf diese Weise gingen etwa Abbott, Pathfinder, Lambert und indirekt Inter-State unter. Die Erhältlichkeit bestimmter Materialien und Bestandteile war jedoch nur ein Teil der kriegsbedingten Probleme. Dazu kam noch ein massives Transportproblem, weil Militärtransporte das Schienennetz für die nicht priorisierte Wirtschaft praktisch blockierten. Es wurde also nicht nur zunehmend schwieriger, wichtige Bestandteile aufzutreiben, sondern auch deren Spedition innerhalb angemessener Frist zu organisieren. Dies galt ebenso für die Auslieferung fertiggestellter Fahrzeuge. In dieser Situation waren Rüstungsaufträge der Armee eine der wenigen Alternativen für die Hersteller, andere waren die Produktion von leichten LKW und/oder Traktoren, für die große Nachfrage bestand. Aus diesen Faktoren kam es in Verbindung mit einer zur Unterstützung der europäischen Verbündeten erhöhten Agrarproduktion zu massiven Problemen.

### Die 1920er Jahre

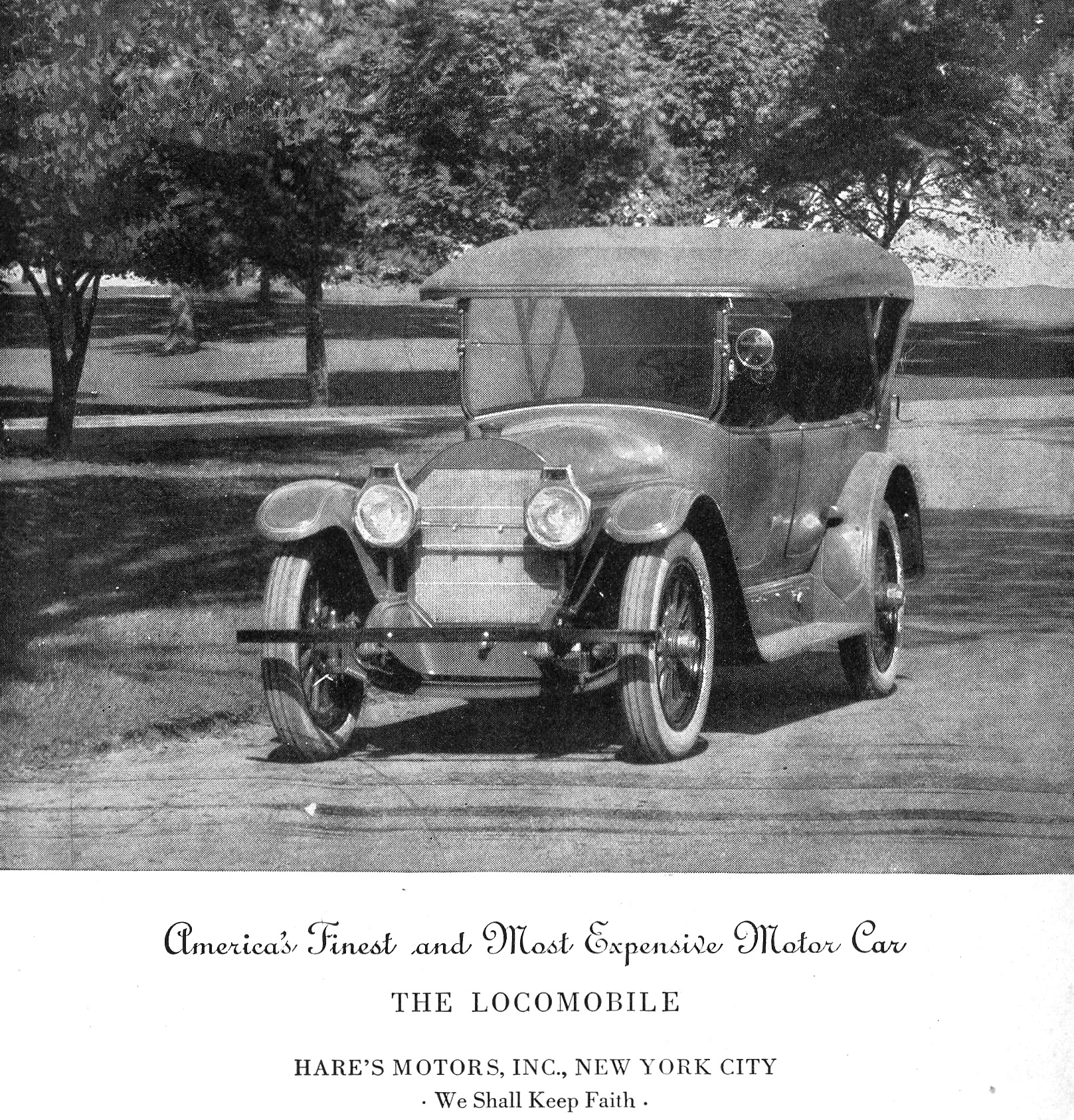
Anzeige von Hare’s Motors für ein Locomobile Model 48 Sportif (1920)

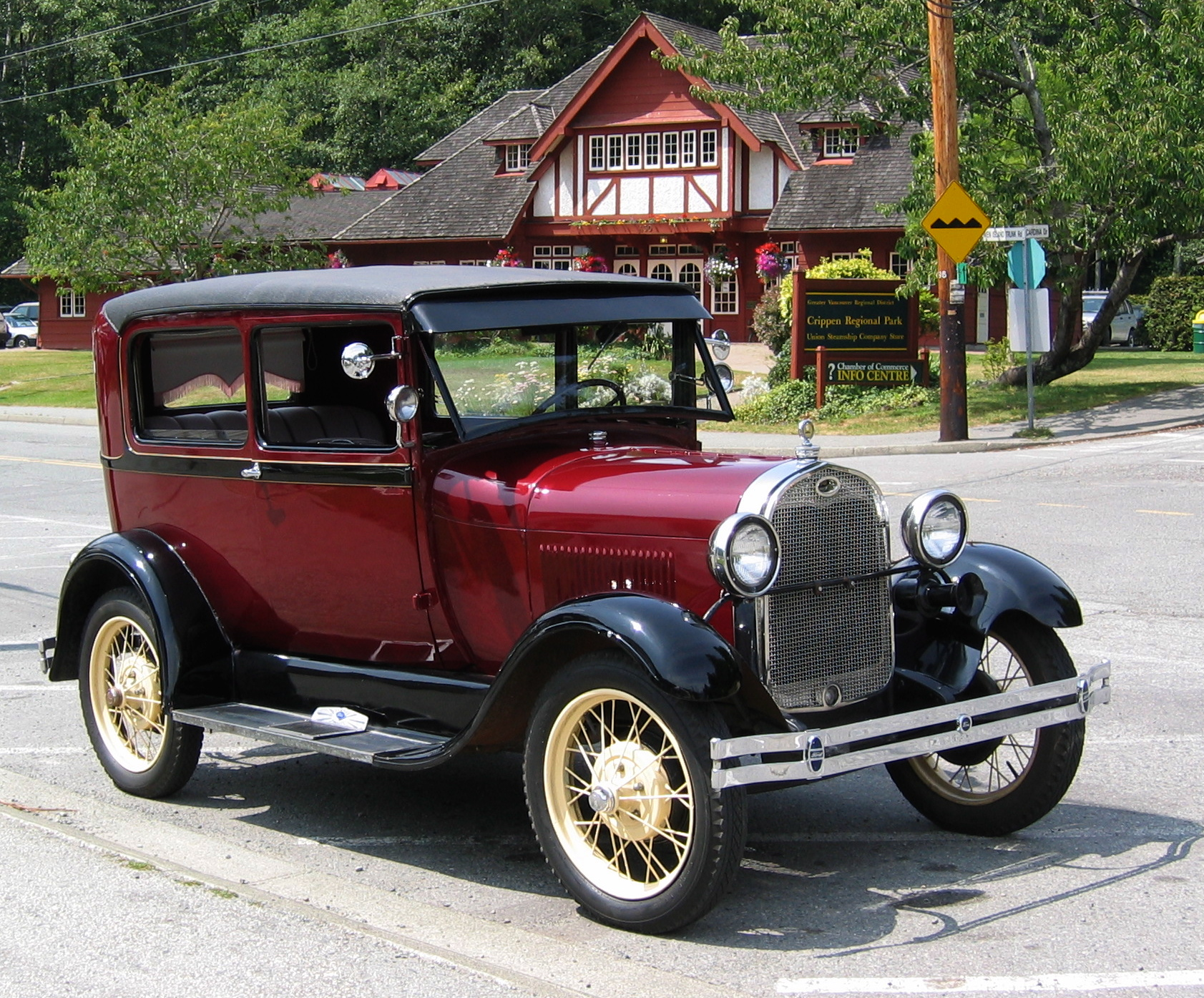
Serienauto Ford Modell A (1928)

Ermutigt von der Regierung, machten daher die Farmer mehr Boden urbar. So entstand auch eine erhöhte Nachfrage an zusätzlichen Arbeitskräften, der sich bereits mit dem Kriegseintritt der USA und der Einberufung von Landarbeitern und Farmern abgezeichnet hatte. Viele Farmer verschuldeten sich, um neue Landmaschinen zu erwerben oder ihren Betrieb zu elektrifizieren. In der Erwartung, dass es sehr lang dauern würde, ehe sich die europäische Landwirtschaft von den Kriegsfolgen erholen würde, stiegen auch Preise für Farmland deutlich an.
Als sich der Agrarsektor in Europa schneller entwickelte, brachen die Preise ein und viele Farmer sahen sich dadurch außerstande, ihren Verpflichtungen nachzukommen und ihre Raten und Hypotheken zu bedienen. Auch die fälligen und infolge des früheren besseren Einkommens höheren Steuern konnten viele nun nicht mehr begleichen. Das komplexe Problem begleitete die US-Wirtschaft über anderthalb Jahrzehnte. Verschärfend für die Industrie kam hinzu, dass die Regierung große Bestellungen annullierte, nicht mehr benötigte LKW abstieß und ihren eigenen Verpflichtungen nur schleppend nachkam.
1920 musste William Durant General Motors erneut verlassen. Er hinterließ einen schlecht organisierten Konzern, den sein Nachfolger Alfred P. Sloan neu aufstellte. Auf ihn geht die jahrzehntelang gültige „Markenordnung“ des Konzerns mit zugewiesenen Marktsegmenten zurück. So war Chevrolet für die untere Mittelklasse zuständig. Oldsmobile und Oakland wurden darüber eingeordnet (Oaklands 1926 eingeführte Tochtermarke Pontiac ersetzte sie schon bald ganz) und Buick bediente die bis dahin Cadillac zugedachte obere Mittelklasse. Erst jetzt festigte sich Cadillac als Luxusmarke. GMC wurde als Nutzfahrzeugabteilung etabliert. Bei Chevrolet hatte es so große Probleme gegeben, dass die Marke ernsthaft zur Disposition stand. Sie wurde schließlich beibehalten. Stattdessen verschwand 1921 die erst im Vorjahr gegründete Sheridan Motor Car Company und 1923 kam das Ende von Scripps-Booth und der Traktorenmarke Samson, die gegen die Vorherrschaft des Fordson-Traktors angetreten war. Danach erlebte GM einen jahrzehntelangen Aufschwung.
Durant gründete 1921 die Durant Motors Corporation, die er ähnlich organisierte. Sie wurde eines der ersten Opfer der Wirtschaftskrise der 1930er Jahre. Eine weniger bekannte Krise wirkte sich in den USA zwischen 1920 und 1922 aus. Zu den Opfern gehörte ein junger Konzern um den vormaligen Packard-Manager Emlem Hare, der einige hoch angesehene Marken übernommen hatte, die aber allesamt selbst in Schwierigkeiten steckten. Zu Hare’s Motors gehörten Mercer, Biddle, Crane-Simplex und Locomobile; Letztere wurde von Durant erworben.
In den 1920er Jahren setzte der zunehmend rationell hergestellte Ford Modell T den Maßstab und erreichte eine bis dahin beispiellose Marktdominanz, die 1924 mit einem Marktanteil von 55 Prozent über alle Fahrzeugklassen ihren Höhepunkt fand: Jeder zweite neu zugelassene Personenwagen in den USA war ein „T“; die nach dem Abgang von Durant von Alfred P. Sloan neu geordnete General Motors erreichte mit ihren damaligen PKW-Marken Chevrolet, Buick, Oakland, Oldsmobile und Cadillac zusammen rund 30 Prozent. Der Rest verteilte sich auf über 100 Hersteller in allen Preisklassen.

## Konkurrenz mit der Eisenbahn
Die Eisenbahn war rund 50 Jahre vor dem Automobil da und in fast allen Ländern in staatlicher Hand. Die Eisenbahngesellschaften hatten kein Interesse an der Konkurrenz durch einen zunehmenden motorisierten Individualverkehr. Möglicherweise waren sie es, zusammen mit der Lobby der Pferdefuhrwerksbetreiber, die in England den Red Flag Act oder Locomotive Act durchsetzten, eine Reihe von Gesetzen, die 1865 in Kraft traten und unter anderem vorschrieben, dass jedem Automobil ein Mann voranlaufen musste, der in ein Horn blies und eine rote Fahne schwenkte. Das „Lokomotivgesetz“ wurde erst 1896 aufgehoben und blockierte laut mehreren Quellen den Ausbau von Straßen und die Entwicklung einer Autoindustrie am Ende des 19. Jahrhunderts.
Die Konkurrenz verschärfte sich weltweit mit dem Siegeszug der Automobile und war selbst in den 1930er-Jahren noch nicht beendet. So behinderte die von der britischen Besatzungsmacht eingerichtete Regierung Palästinas mit allen ihr zur Verfügung stehenden Mitteln den Aufbau einer Automobilindustrie. Die wenigen Eisenbahnlinien waren in staatlicher Hand und arbeiteten mit umso mehr Verlust, je stärker sich das Auto verbreitete: 1922 waren 40 zivile Kraftwagen angemeldet, 1924 schon 891, 1926 waren 2306 und 6126 im Jahr 1933. Entsprechend erhöhte die Regierung die Steuern für Autos und Ersatzteile auf 50 % (Ersatzteile nach kg Gesamtgewicht berechnet, um die Betreiber von Bussen zu treffen) und für Benzin auf 100 %. Busfahrer wurden in § 12 der Road Transport Ordinaries (Straßenverkehrsvorschriften) unter Androhung empfindlicher Strafen angewiesen, während der Fahrt keine stehenden Personen zuzulassen, eine aufgrund der hohen Popularität dieser jungen Transportform kaum durchzusetzende Vorschrift.
Die Autobesitzer und -fahrer in Palästina hatten die Unterstützung der sozialistischen Arbeiterpartei und waren selbst in einer Art Gewerkschaft organisiert, der Association of Motor Transport. Als 1930 die Regierung zum wiederholten Mal die Lizenzgebühren für Busbetreiber erhöhte, kam es zu einem einwöchigen Streik aller Kraftfahrer, der zu Zugeständnissen der Regierung führte. 1933 nahm die Regierung aus Steuern und Lizenzen 300.000 £ von der Automobilindustrie ein, gab aber nur ein Drittel davon für den Straßenbau aus.

## Entwicklung bis zum Ersten Weltkrieg

Automobil verdrängt Pferdewagen (1902).

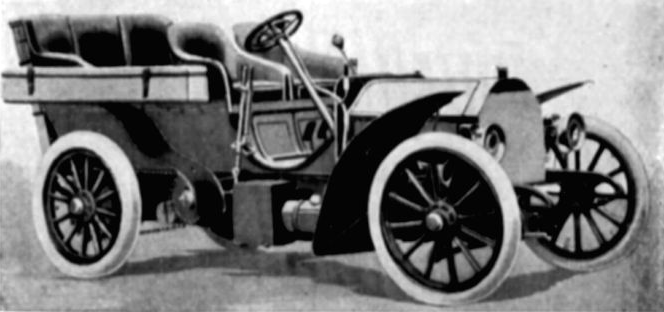
Mercedes-Simplex, Illustration (1911)

Anfang des 20. Jahrhunderts verdrängten Automobile die Pferdefuhrwerke als Individualfortbewegungsmittel. Diese Entwicklung war mit Widerstand verbunden. Der hatte wirtschaftliche Gründe, weil die um Esel, Pferde, Pferdenahrung, Fuhrwerkbau und -wartung herum entstandene Industrie zusammenbrach. Die Präsenz des Autos provozierte aber auch gesellschaftliche Konflikte: Die frühen Autobesitzer dominierten mit Lärm und Geschwindigkeit die Straße, sie galten als arrogant und neureich. Zahlreiche Gesetze gingen – international unterschiedlich – mit diesen Konflikten um und regulierten unter anderem die Reisegeschwindigkeit sowie die Erhaltung der Straßenqualität, wie sie die Autofahrer forderten: So mussten die Fuhrwerksbetreiber die Straße von Pferdedung freihalten, damit die Automobile nicht ausrutschten. Im Schweizer Kanton Graubünden wurde das Autofahren im Jahr 1900 sogar komplett verboten, das Bündner Autoverbot wurde erst 1925 aufgehoben. Die 1903 erlassene Provisorische Automobilfahrordnung für die Reichsstraßen im politischen Bezirke Bozen verfügte etwa, dass „mit Automobilen nicht schneller gefahren werden [dürfe], als ein mit Pferden bespannter Wagen in
Trab fährt. — Wo ein Wagen nur im Schritt fahren darf, dürfen auch Automobile nur mit dieser Geschwindigkeit fahren.“
In den 1910er-Jahren etablierte sich im Deutschen der Begriff „Führerschein“ für die Erlaubnis, ein Fahrzeug zu fahren. Gutachter mussten die Fahrtauglichkeit eines Kraftwagens feststellen, bevor dieser betrieben werden durfte. Autos mit technischen Mängeln konnten diese Zulassung bis zu einem weiteren Gutachten verlieren. Straßen und Wege mussten einen bestimmten Standard aufweisen, um von Kraftwagen befahren zu werden, und viele Staaten – wie zum Beispiel Schweden im Jahr 1917 – führten Geschwindigkeitsbegrenzungen ein:
„Führen mit Kraftwagen ist […] auf öffentlichem Weg, dessen Breite wenigstens 3,6 Meter beträgt, sowie auf Straßen und Plätzen erlaubt. […] Die Geschwindigkeit von Personenwagen darf nur so gross sein, dass in einer Stunde zurückgelegt werden
- in Stadt, Marktflecken oder sonstigen dicht bebauten Ortschaften: bei Tageslicht höchstens 20 Kilometer, bei Dunkelheit höchstens 15 Kilometer, bei Nebel höchstens 10 Kilometer;
- anderswo: bei Tageslicht höchstens 30 Kilometer, welche Geschwindigkeit auf 40 Kilometer erhöht werden darf, wenn der Führer wenigstens 250 Meter […] überblicken kann, […] bei Dunkelheit höchstens 15 Kilometer, bei Nebel höchstens 10 Kilometer.“

Am Ende des 19. Jahrhunderts konkurrierten verschiedene Antriebsarten für Automobile stark miteinander, bevor sich der Verbrennungsmotor durchsetzte.
Jede Antriebsart hatte spezifische Vor- und Nachteile. Dampfautomobile etwa waren schneller als elektrisch betriebene und mit weniger mechanischen Bestandteilen zuverlässiger als mit Benzin betriebene, zudem war die Fehlersuche einfacher. Außerdem waren sie leiser und geruchärmer als diese, mussten nicht geschaltet werden und schafften Steigungen, die für viele Benziner noch unüberwindlich waren. Ihre Technik war im Prinzip seit Jahrzehnten bekannt und weniger technisches Neuland wie Elektrizität oder der Ottomotor. Dampfwagen verbrauchten zwar enorme Wassermengen; dieser Konsum ließ sich aber an den zahlreichen Viehtränken besser decken als der Benzinverbrauch von Fahrzeugen mit Verbrennungsmotoren, welche zunächst auf Apotheken und Ladengeschäfte angewiesen waren, ehe ein immer dichteres Netz von Tankstellen aufgebaut worden war. Elektroautos spielten ihre Stärken in urbaner Umgebung am besten aus. Hier gab es Relaisstationen, wo Batteriesätze in wenigen Minuten ausgetauscht wurden und die Reichweite der Fahrzeuge erhöhte sich in kurzer Zeit von 20 bis 30 auf 100 km. Sie waren sehr einfach zu bedienen und der Umgang „sauberer“, weshalb sich viele frühe Motoristinnen für sie entschieden. Elektroautos waren zu Beginn der 1890er Jahre die meistverkauften Automobile in den USA, verloren diese Vormachtstellung aber innerhalb von nur fünf Jahren. Die Produktionszahlen der amerikanischen Automobilfertigung aus dem Jahr 1900 belegen insgesamt 4.192 Automobile von 75 Herstellern, darunter 1.688 Dampfautomobile, 1.575 Elektrofahrzeuge sowie 929 Fahrzeuge mit Benzinmotor.
Das Benzinautomobil setzte sich erst in den 1910er-Jahren gegen andere Antriebsarten wie etwa den Petroleummotor und den Spiritusmotor durch. Gründe waren u. a. der technische Fortschritt im Motorenbau und billiger Kraftstoff aus Erdöl mit einer viel höheren Energiedichte als elektrische Speicher sowie die hierin begründeten, auch heute noch gültigen Vorteile: eine große Reichweite und eine hohe mögliche Geschwindigkeit. Den endgültigen Durchbruch brachte aber erst der elektrische Anlasser, der 1912 von Delco zur Marktreife gebracht und von Cadillac serienmäßig eingebaut wurde. Er ersparte das mühsame und nicht ungefährliche Ankurbeln von Hand und brachte damit den entscheidenden Vorteil gegenüber dem Dampfantrieb mit dessen Nachteil der langen Vorheizzeit und dem Elektroantrieb. Bereits um 1920 waren diese Fahrzeuge Nischenprodukte und einzig Stanley baute noch Dampfwagen in nennenswerter Stückzahl.
Das Prinzip des ersten Automobils ist bis heute erhalten geblieben. Mit der allgemeinen Verbreitung von Automobilen im 20. Jahrhundert kamen viele technische Neuerungen hinzu.
Die meisten damals produzierten Fahrzeuge in Deutschland waren wie der Mercedes-Simplex (1902) konstruiert. Sie hatten einen Motor vorn, ein Getriebe und Antriebswellen und -ketten zu den angetriebenen Rädern. Letztere hielten sich an schweren Wagen bis etwa 1910 und an Lkw deutlich länger.
1900 ließ sich Gräf & Stift in Wien den von ihr 1898 entwickelten Vorderradantrieb patentieren und baute zwei Prototypen. Ein Jahr darauf patentierte Frederick W. Lanchester die Scheibenbremse. Das erste in größeren Serien gebaute Fahrzeug mit Scheibenbremsen war 1955 der Citroën DS. Im Jahr 1903 wurde mit dem Spyker 60/80 HP der erste Sportwagen mit Allradantrieb gebaut. Im gleichen Jahr wurde Mary Anderson das erste Patent für einen Scheibenwischer erteilt. Bereits 1902 patentierte Louis Renault einen Zentrifugalkompressor; im Great Chadwick Six wurde erstmals ein Kompressor zur Leistungssteigerung in einem Personenwagen angeboten. Ray Harroun verwendete erstmals einen Rückspiegel beim allerersten Indy-500-Rennen 1909 an seinem Marmon Wasp und ließ stattdessen den üblicherweise mitfahrenden Mechaniker zu Hause. 1910 brachte De Dion-Bouton den ersten Personenwagen mit V8-Motor auf den Markt, gefolgt vom ersten V12 von Packard Ende 1915.
1913 begann durch die Fließbandproduktion der Fahrzeuge bei Ford die Massenfertigung erschwinglicher Automobile. Im nächsten Jahr kam das erste hydraulische Bremssystem auf den Markt. Chassis wurden nach 1905 immer öfter aus Pressstahl gefertigt. Die erste in Serie hergestellte Ganzstahlkarosserie (mit einer Metall- statt Holzstruktur) fertigte Budd 1918 für Dodge. Sie setzte sich erst in den 1930er Jahren allgemein durch.
1923 erschienen erste Lkw mit Dieselmotor.

## Entwicklung seit 1918

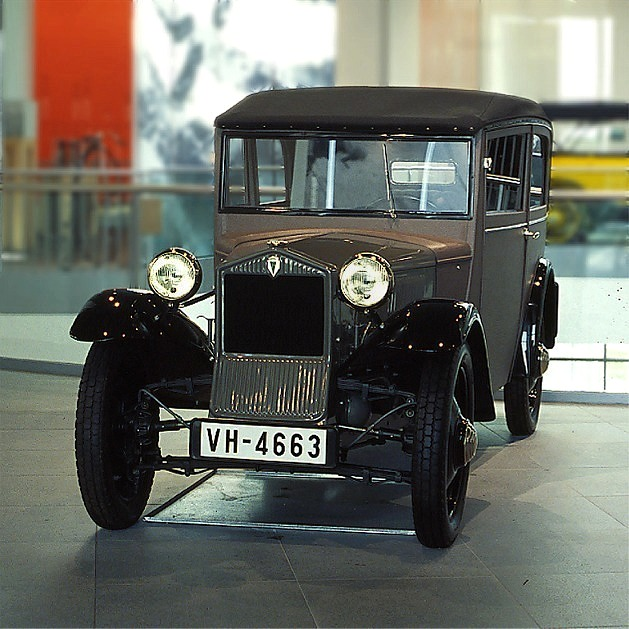
Der DKW F 1 gehörte zu den ersten deutschen Automobilen mit Frontantrieb.

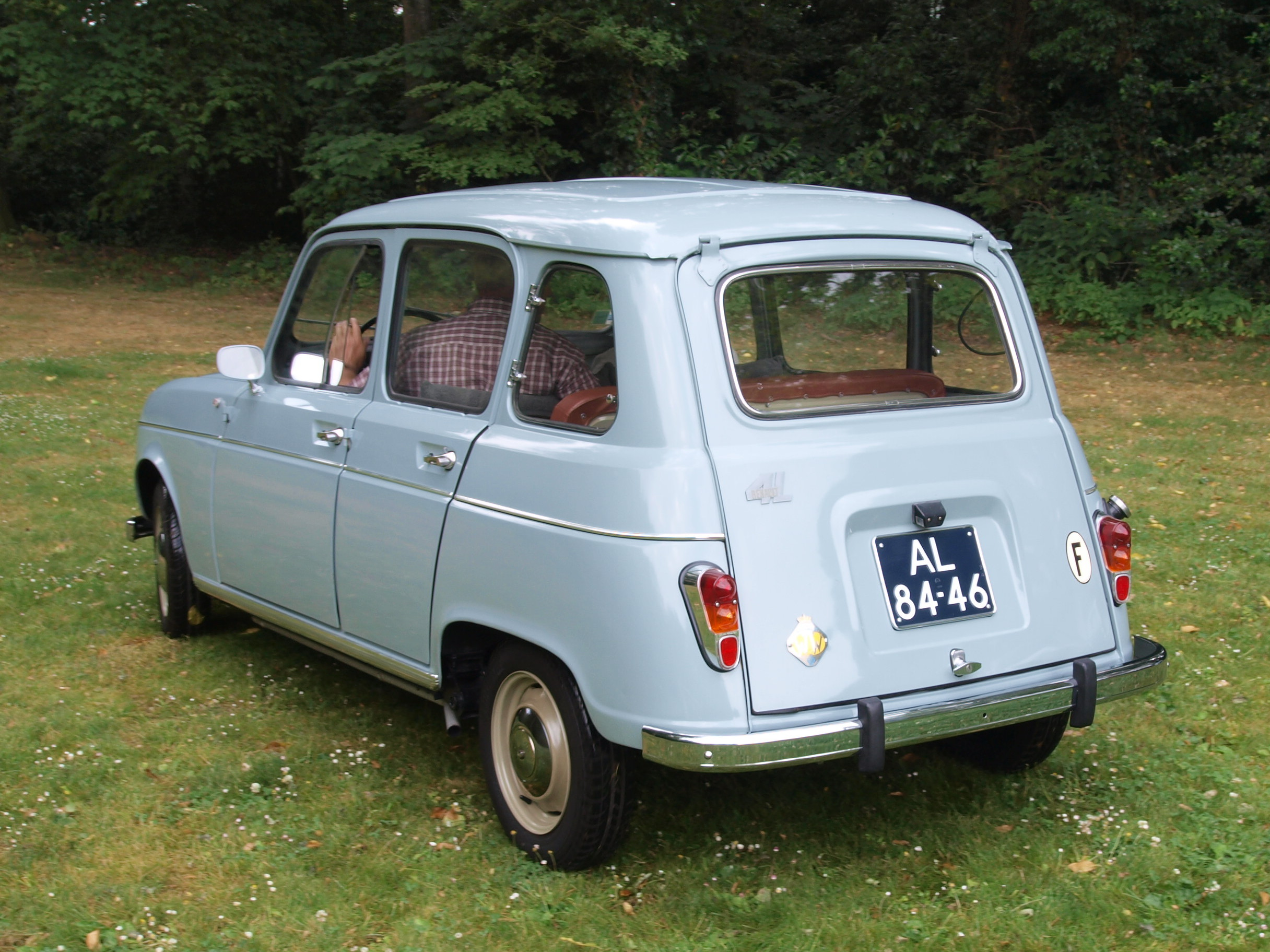
1961 der erste Kompaktwagen mit fünftüriger Karosserie: Renault 4

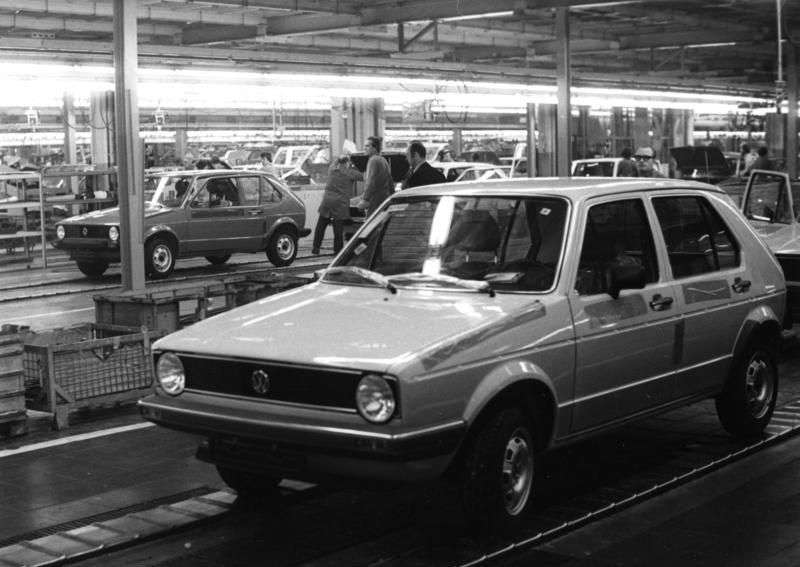
1974 VW Golf – Durchbruch für Frontantrieb und Kompaktbauweise auch in Deutschland

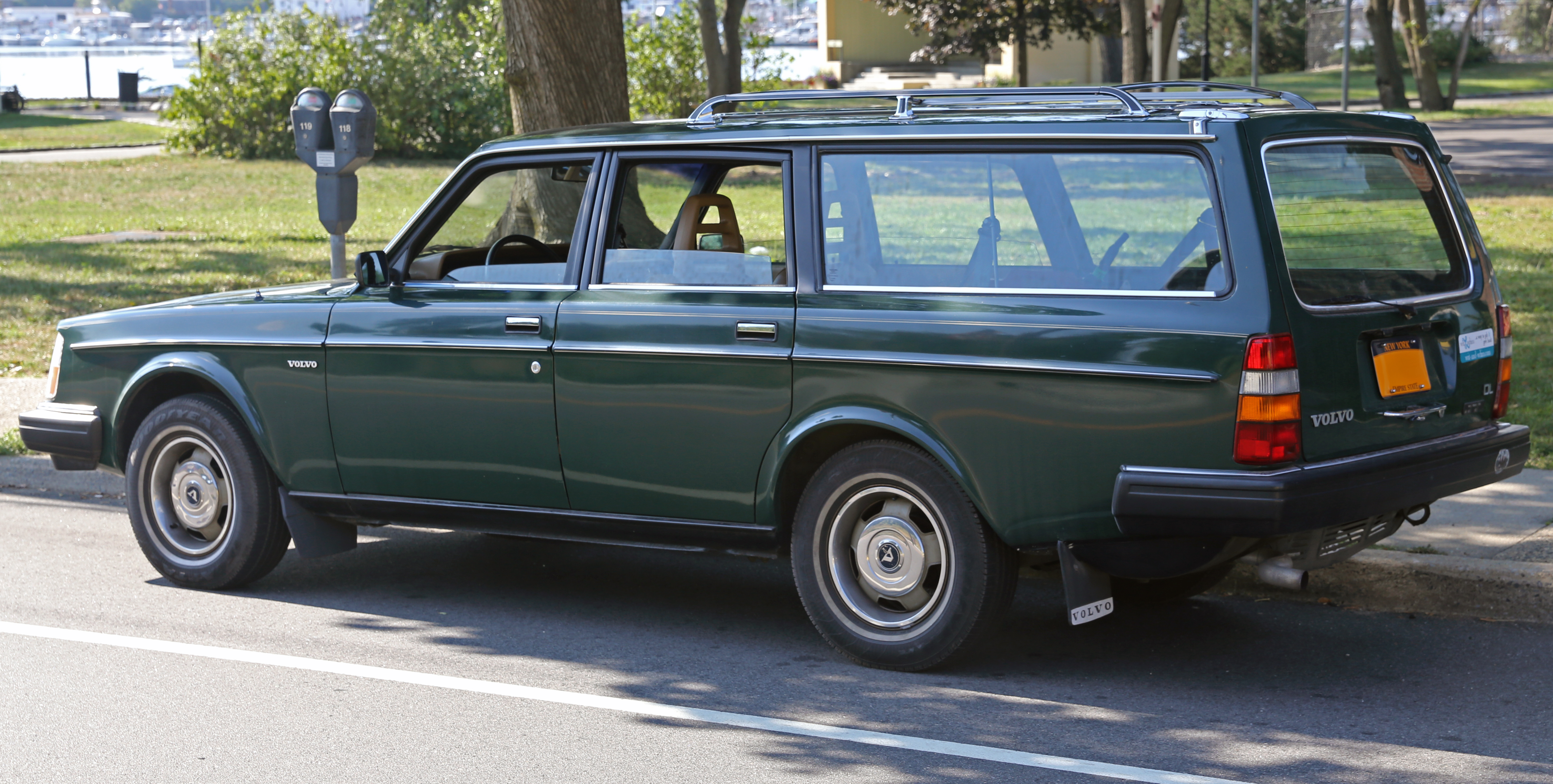
Vor allem in Deutschland beliebt: Der Kombi, hier Volvo 240 (1983)

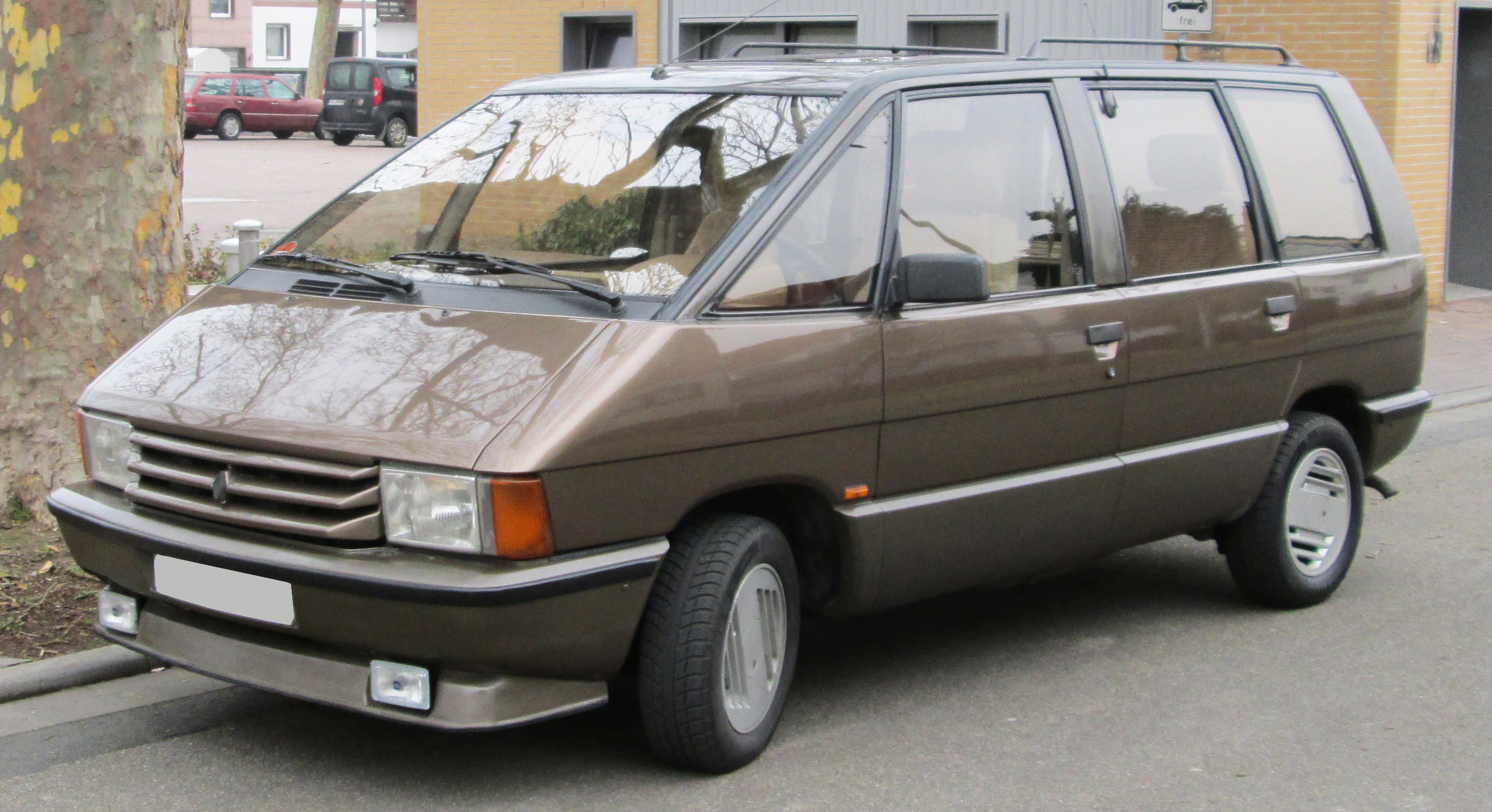
Im Jahr 1984 einer der ersten Vans: Renault Espace I

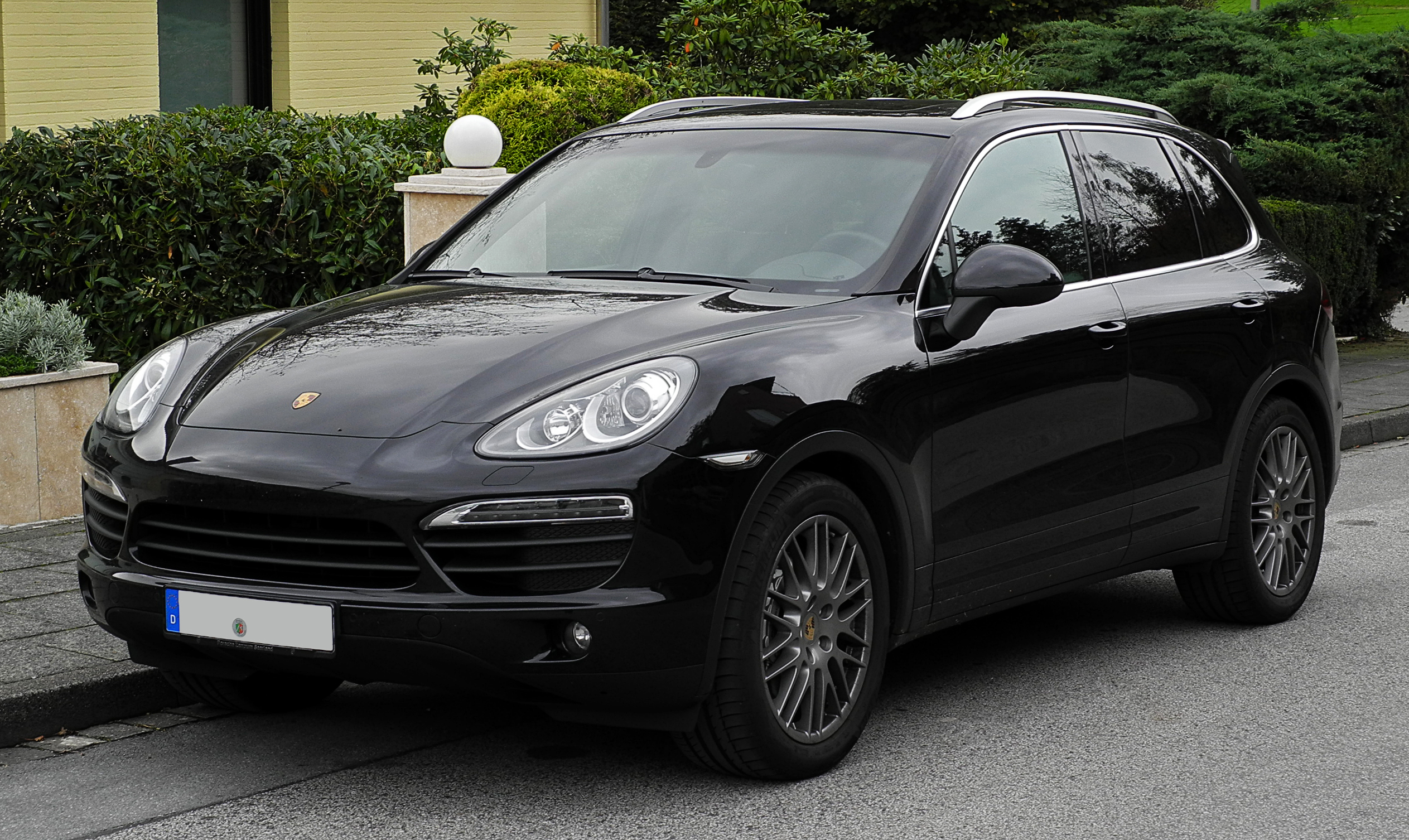
Verbreitung von SUVs seit der Jahrtausendwende, hier Porsche Cayenne

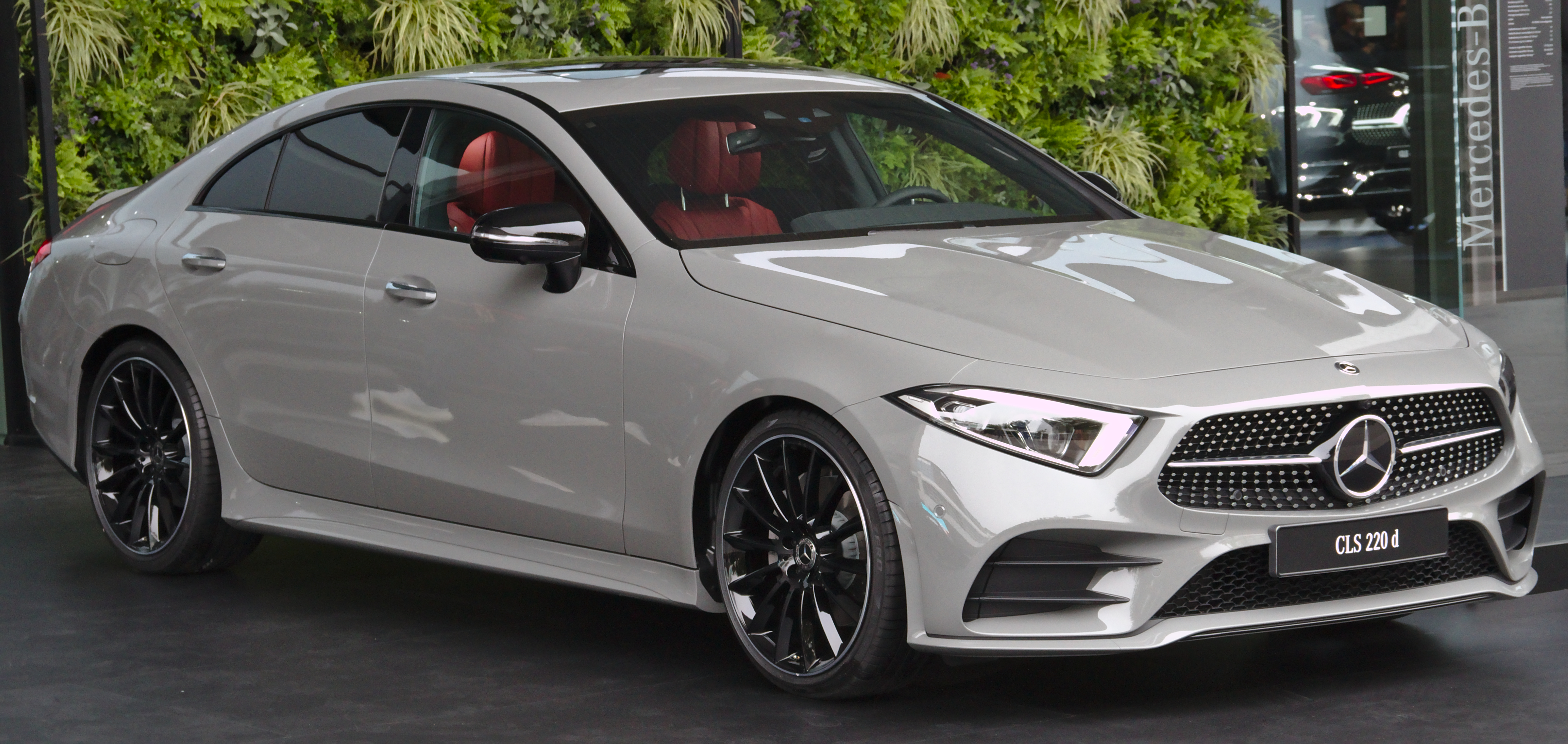
Tendenz zu hoher Gürtellinie und kleinen Fensterflächen, hier Mercedes-Benz C 257 (2019)

Der Aufschwung der Motorisierung kam in Europa nach dem Ersten, noch auffälliger nach dem Zweiten Weltkrieg zum Erliegen. Insbesondere in den zerstörten deutschen Großstädten waren die Automobile 1945 weitgehend von den kaputten Straßen verschwunden und die Zugpferde zurückgekehrt. Viele Autofahrer, die keine Erfahrung mit Pferden hatten, wurden zu Kutschern und gingen mit den Tieren unfachmännisch um:
„Vielleicht haben wir uns schon zu sehr an die maschinelle Gefühlslosigkeit der Motoren gewöhnt, sonst würde wohl mancher Wagenbesitzer einen liebevolleren Blick für das schwere Leben seines Zugpferdes besitzen.“

### Motor und Fahrleistungen
Nach dem Ersten Weltkrieg hatte sich der Hubkolbenmotor als Ottomotor bereits durchgesetzt. In den 1930er-Jahren geriet parallel dazu der Viertakt-Dieselmotor im Automobil zur Serienreife – erstmals als Mercedes-Benz OM 636. Eine stärkere Verbreitung in Pkw erreichten Dieselmotoren aber erst ab den 1970er Jahren, 1979 im Volvo 240 erstmals auch als Sechszylindermotor. Der bis in die 1960er Jahre verbreitete Zweitaktmotor hatte zwar die überlegene Literleistung, scheiterte jedoch an begrenzten Weiterentwicklungsmöglichkeiten hinsichtlich Kraftstoffverbrauch, Abgasentwicklung und Laufruhe. Als technische Sackgassen erwiesen sich der T-Kopf- und der Schiebermotor. Während des Zweiten Weltkriegs und unmittelbar danach mussten mangels Kraftstoff einige Autos und Lkw auf Holzvergaser umgerüstet werden. Zudem wurden noch einmal mit Ernsthaftigkeit grundsätzlich andere Motorkonstruktionen erprobt, die jedoch kaum Serienwirksamkeit erlangten, darunter neben dem Elektromotor auch der Gasturbinenantrieb. Dem ab 1933 entwickelten und 1964 auf den Markt gebrachten Rotationskolbenmotor gelang der Durchbruch nicht.
Fortschritte im Viertaktmotorenbau, aber auch sich verbessernde Qualität der Kraftstoffe und Schmieröle, machten über die Jahrzehnte eine fortlaufende Steigerung der Literleistung möglich. 1921 verfügten in Berlin, der damals am stärksten motorisierten Stadt Deutschlands, von rund 61.000 gemeldeten Pkw 78 % der Fahrzeuge über eine Antriebskraft von bis zu 14 PS (10,3 kW), bei größerem Hubraum als heute. Frühe Massenmodelle der 1920er Jahre wie der Ford T (20 PS bzw. 14,7 kW) oder der „Opel Laubfrosch“ (12 PS bzw. 8,8 kW) erreichten Spitzengeschwindigkeiten von rund 60 oder 70 km/h.
Die stetige Leistungssteigerung setzte sich nach dem Krieg unvermindert fort. Anfang der 1950er Jahre hatte ein Sportwagen wie der Porsche 356 40 PS. 1963 betrug die Leistung des Nachfolgetyps 911 130 PS, dessen Basisausführung im Jahr 1993 272 PS und heute 385 PS leistet. In ähnlicher Weise erhöhte sich auch die Motorleistung in allen anderen Fahrzeugklassen immer weiter. Heute leisten selbst die Motoren von Kleinstwagen mitunter mehr als etwa Luxusfahrzeuge der 1960er Jahre. Micro-Modelle wie der 2005/2006 produzierte Smart Forfour 1.5 Brabus mit 130 kW und 221 km/h Höchstgeschwindigkeit bilden in ihrer Klasse allerdings die Ausnahme. Zum Teil wird der Leistungszuwachs durch die ebenfalls stetig steigende Leermasse der Fahrzeuge kompensiert. So benötigt ein VW Golf VIII etwa die doppelte Motorleistung eines VW Golf I, um auf das gleiche Leistungsgewicht zu kommen.
Obwohl mit Ausnahme von einigen Abschnitten auf deutschen Autobahnen fast in allen Ländern ein Tempolimit von maximal 130 km/h gilt, immer mehr 30 km/h-Zonen eingerichtet werden und Umweltbewusstsein bei der Kaufentscheidung eine immer wichtigere Rolle spielt, ist ein Ende des Leistungszuwachses bisher nicht erkennbar, auch nicht bei den gegenwärtigen Elektroautos. Für Aufsehen sorgte die Ankündigung von Volvo im Jahr 2019, ab 2020 alle Pkw ab Werk auf eine Höchstgeschwindigkeit von 180 km/h zu begrenzen. Eine Trendwende hat der Paradigmenwechsel bei Volvo bisher jedoch nicht ausgelöst.
Der Hubraum der Verbrennungsmotoren blieb auf dem europäischen Markt seit den 1930er Jahren bis in die 2000er Jahre weitgehend konstant bei üblicherweise 1,0 bis 2,5 Liter bei Vierzylindermotoren, die den Hauptanteil ausmachten. In gehobenen Segmenten waren auch Motoren mit 5, 6, 8, 10 oder 12-Zylindern und entsprechend größerem Hubraum verbreitet. Pkw-Modelle mit Ein- und Zweizylindermotoren wurden nur bis in die 1960er Jahre herausgebracht. Pkw mit Dieselmotor hatten zunächst relativ viel Hubraum und mindestens 4 Zylinder, um ausreichend Leistung zu entwickeln.
Die Schaltbarkeit des Getriebes verbesserte sich in den 1930er Jahren durch Klauenschaltung und in den 1950er Jahren nochmals durch synchronisierte Getriebe. In den 1960er Jahren gab es auch in Europa einen Trend zu Automatikgetrieben, die sich anders als etwa in den USA aber lediglich bei großen Pkw im gehobenen Preissegment durchsetzen konnten. Die Anzahl der Vorwärtsgänge vergrößerte sich bei Schaltgetrieben von drei bis vier auf fünf bis sechs ab den 1970er Jahren. Die in den 1950er Jahren modische Lenkradschaltung wurde im Laufe der 1960er Jahre von der Knüppelschaltung verdrängt. Gegenwärtig werden Schaltgetriebe durch die Verbreitung von Elektroautos auch in Europa allmählich seltener.
Leistungsfähigkeit und Zuverlässigkeit der Verbrennungsmotoren vergrößerten sich kontinuierlich. Wichtige Fortschritte im Viertaktmotorenbau waren in den 1960er Jahren die Verbreitung der OHC-Ventilsteuerung und der Zahnriemenantrieb der Ventilsteuerung. Leistung und Zuverlässigkeit der Elektrik und Zündanlage verbesserten sich insbesondere ab Mitte der 1960er Jahre mit der Drehstromlichtmaschine und beim Ottomotor eine kontaktlosen Zündung, wobei sich Letztere erst im Laufe der 1980er Jahre durchsetzte. Um 1980 kam unter anderem mit der Motronic die zentrale digitale Motorsteuerung mit Kennfeldzündung auf, die sich in den Folgejahren durchsetzte. In der Kraftstoff-Luftgemisch-Aufbereitung von Ottomotoren wurden die Vergaser im Verlauf der 1980er Jahre durch Saugrohreinspritzung abgelöst. Diese wiederum wurde später von der Benzindirekteinspritzung verdrängt, die ab Mitte der 1990er Jahre eine größere Verbreitung fand.
Ende der 1970er Jahre kam der Turbolader für Pkw mit Turbodiesel auf. Er ermöglichte nicht nur eine enorme Leistungssteigerung bei gleichzeitig steigendem Wirkungsgrad durch nachgenutzte Abgaswärme, sondern verbesserte zudem die Elastizität. Zusammen mit elektronischer Direkteinspritzung ließ dies den Dieselmotor im Pkw-Sektor immer erfolgreicher werden. Erste Ottomotor-Pkw mit Turbolader gab es zwar schon ab den 1960er Jahren serienmäßig, sie setzten sich jedoch erst ab den 2010er Jahren gegen Motoren ohne Motoraufladung und andere Aufladesysteme wie Kompressoren durch. Infolgedessen trat um 2010 ein Downsizing der Motoren ein. Hubräume von mehr als 2,0 Litern sind selten geworden und Motoren mit mehr als vier Zylindern spielen eine immer geringere Rolle. Gleichzeitig erlebte der Dreizylindermotor eine gewisse Renaissance.
Scheinbar günstige Abgaswerte, guter Wirkungsgrad, niedriger Kraftstoffverbrauch, günstiger Drehmomentverlauf und Langlebigkeit führten dazu, dass sich der Dieselmotor nach der Jahrtausendwende gegen den Ottomotor beinahe durchsetzte. Doch die Erfolgsgeschichte des Pkw-Dieselmotors fand mit dem Abgasskandal ab 2015 ein jähes Ende.
Das aufkommende Bewusstsein um die notwendige Verringerung der Treibhausgas-Emissionen löste ab Ende der 1990er Jahre allmählich ein grundsätzliches Umdenken und die verstärkte Entwicklung von Elektroautos und des Wasserstoffantriebs aus. Während Letzterer bis heute kaum Bedeutung hat, erreichten Pkw mit Elektromotor ab den 2010er Jahren bedeutende Marktanteile, ebenso wie Pkw mit Hybridmotor. Auch unabhängig von der Frage der Abgase kamen durch Fortschritte insbesondere in der Batterietechnologie weitere Vorzüge des Elektromotors zur Geltung, darunter der sehr große Wirkungsgrad und das Drehmoment, das schon bei niedrigen Drehzahlen so hoch ist, dass auf ein Getriebe völlig verzichtet werden kann. Infolge des EU-Beschlusses von 2023, dass Pkw und Kleintransporter ab 2035 im Betrieb keinen CO2-Ausstoß mehr haben dürfen, ist das Ende des Verbrennungsmotorenbaus in diesem Sektor absehbar. Auch in anderen großen Wirtschaftsregionen wie China ist eine entsprechende Entwicklung vorgezeichnet. Diskussionen um klimaneutrale Verbrennungskraftstoffe wie E-Fuels konnten sich bisher nicht durchsetzen oder am absehbaren Ende des Verbrennungsmotor etwas ändern.

### Fahrwerk
Im Zuge der Entwicklung des Luftreifens wurde ab Anfang der 1920er Jahre Kordgewebe verwendet, das größere Belastung und Fahrgeschwindigkeiten überhaupt erst ermöglichte. Zu den wichtigsten konstruktiven Veränderungen des Fahrwerks zählten im folgenden der Übergang von Starrachsen auf Einzelradaufhängung, seit den 1980er Jahren werden zur Führung der Hinterräder zunehmend Mehrlenkerachsen verwendet. Als Federelemente wurden Blattfedern durch Schraubenfedern ersetzt. Seit den 1950er Jahren wird im Pkw-Bau auch Luftfederung realisiert, sie findet jedoch nur bei einigen Typen im oberen Preissegment Verwendung. Einen Sonderweg ging Citroën mit der von 1955 bis 2017 verwendeten Hydropneumatik. Zur Lenkung setzte sich die Zahnstangenlenkung gegen Schneckenlenkung und Kugelumlauflenkung im Pkw-Sektor weitgehend durch. Die Betätigung der Bremsen wurde bis in die 1950er Jahre von mechanischer auf hydraulische Betätigung umgestellt. Als Bremssystem wurden in den 1960er Jahren die bisher üblichen Trommelbremsen durch mehrkreisige Scheibenbrems-Systeme ersetzt. Seit den 1980er Jahren werden, beginnend mit dem Antiblockiersystem, zunehmend elektronische Assistenzsysteme eingebaut, die das Verhalten des Fahrwerks optimieren und die Fahrzeugführung gegebenenfalls automatisch korrigieren oder sogar gänzlich übernehmen.

### Karosserie und Antrieb
Die Karosseriegestaltung und der Antrieb eines Automobils sind eng miteinander verwoben. Die ersten Automobile ähnelten noch den Kutschen und wurden oft von vormaligen Kutschenbauern entworfen und gebaut. Länderübergreifend wegweisend war hier u. a. der Königlich-Sächsische Hofwagenbauer Emil Heuer mit seinem Firma Gläser-Karosserie Dresden. Sehr bald wurde die Karosserie jedoch den Anforderungen höherer Geschwindigkeiten angepasst. Die Gestaltung wurde ganzheitlicher und weniger zerklüftet. Die Auslegung Frontmotor und Hinterradantrieb setzte sich durch. Die bis dahin übliche offene Karosserie wurde mehr und mehr vom Cabriolet und von der Limousine abgelöst. In den USA sank der Marktanteil der offenen Fahrzeuge zwischen 1919 und 1930 von 89,7 auf 9,6 Prozent.
Zwischen 1922 und 1924 baute der Rumäne Aurel Perșu ein strömungsgünstiges Automobil. Nach vielen aerodynamischen Berechnungen und Laborversuchen kam er zum Schluss, dass die ideale Form eines bewegten Fahrzeuges die sogenannte „Tropfenform“ ist, vorne rund und nach hinten spitz zulaufend. Ihm gelang es, äußerst geringe Luftwiderstandskoeffizienten (wie 0,22) zu erzielen. Nach dem Ersten Weltkrieg hatte er wieder Kontakte nach Deutschland, unter anderem mit Emil Everling und Gabriel Becker. 1922 meldete Perșu beim Deutschen Patentamt in Berlin seinen „Vierrädrigen Stromlinienwagen mit innerhalb der Stromlinienform eingebauten Rädern“ an. 1923 gab es bereits ein 1:1-Holzmodell, über das Perșu eigenhändig eine Aluminium-Karosserie formte. Das Fahrzeug wurde zwischen 1922 und 1924 aus Eigenkapital in Berlin gebaut.
In den 1930er-Jahren ist eine progressive Entwicklung sowohl hinsichtlich des Antriebs als auch der Karosserieform zu verzeichnen. Das ist unter anderem die Entwicklung von Fahrzeugen mit Frontantrieb, der in Deutschland erstmals im Stoewer V 5 und DKW F 1 verwirklicht wurde, und von sogenannten Stromlinienfahrzeugen. Wie praktisch und preiswert Frontantrieb sein kann, zeigte 1948 Citroën 2CV. Mit Frontmotor und Fachwerkrahmen kam 1934 der Chrysler Airflow in Stromlinienform auf den Markt, mit Heckmotor waren Tatra 77 und 87 Vertreter dieser Bauart, in den USA der Prototyp gebliebene Stout Scarab. Auch die nach dem Zweiten Weltkrieg gebauten Typen Volvo PV444, Peugeot 203, IFA F 9, VW Käfer und Porsche 356 sind gestalterisch den Stromlinienfahrzeugen zuzuordnen. Einige Konstrukteure strebten in der Nachkriegszeit eine Weiterentwicklung der Stromlinien-Baumuster hin zum Fahrzeug in tropfenförmiger Gestalt an. Es wurden dabei sowohl Konzepte mit Frontmotor etwa bei Citroën DS, Panhard Dynavia und Saab, als auch Konstruktionen mit Heckmotor, sogenannte Trambuswagen anvisiert. Unter den Begriff „Trambuswagen“ ließen sich die „Frontlenker“ BMW 600 und Fiat 600 Multipla einordnen. Zu den ungelösten Problemen dieser Bauweise zählte die fehlende Knautschzone vorn. Heckmotorfahrzeuge wurden nach dem Zweiten Weltkrieg zunächst noch von Herstellern wie Škoda, Fiat, Renault und Volkswagen konstruiert, jedoch später verworfen. Heute ist der Heckmotor auf Sport- und Kleinstwagen beschränkt.
Ab Mitte der 1940er-Jahre kamen als Trend aus den USA Fahrzeuge mit Pontonkarosserie und Hinterradantrieb nach Europa. Die neue Karosserieform wirkte sich auch auf die im Zuge der europäischen Massenmotorisierung wichtigen Kleinwagen-Entwicklungen aus, dabei jedoch nicht nur mit Hinterrad- oder Heckantrieb. Ausgehend von den DKW-Frontantriebswagen wurden in der DDR mit dem P 70 (1955) und Trabant P 50 (1958) kleine, familientaugliche Pkw in Pontonform mit Quermotor und Frontantrieb geschaffen. Auch der Saab 92 griff dieses Konzept früherer DKW-Modelle auf. In Westdeutschland gab es ab 1951 mit dem Lloyd 300 (ab 1955 Lloyd Alexander) Wagen nach ähnlichem Muster. Vor allem in den 1950er Jahren waren zudem sogenannte Rollermobile verbreitet. Zum mit Abstand meistverkauften Pkw dieser Zeit entwickelte sich indes der VW Käfer.
In den 1950er Jahren zeichnete sich der Übergang von der Rahmenbauweise zur selbsttragenden Karosserie ab.
In der Folgezeit gingen vor allem von der britischen und französischen Automobilindustrie neue Impulse aus. Eine wichtige Entwicklungsetappe war 1959 der Mini von BMC in Kompaktbauweise mit quer eingebautem Vierzylindermotor. 1961 kombinierte Renault mit dem R4 das Vollheck erstmals mit einteiliger, oben angeschlagener Heckklappe („fünftürige Karosserie“). Die Bauweise wurde 1965 im ebenfalls frontgetriebenen Renault 16 erstmals in die Mittelklasse übertragen. 1974 gelang mit dem VW Golf I auch in Deutschland der Durchbruch der Kompaktbauweise mit Frontantrieb. Kombiniert mit aerodynamisch geformter Karosserie entwickelte sich das Konzept Ende der 1970er Jahre mit Fiat Ritmo, Citroën Visa und Chrysler Horizon weiter, wobei der schon ab 1976 gebaute Renault 14 künftige Formgestaltung besonders weit vorausgriff. Mit dem Dodge Omni ging auch im US-Automobilbau erstmals ein Pkw mit quer eingebautem Frontantrieb-Aggregat in Serie. Das Konzept ist heute die dominierende Bauform bis hinein in die Mittelklasse. In den 1970er-Jahren trat außerdem ein Imagewandel bei Kombis ein, die seither auch außerhalb von Handwerkerkreisen Popularität als Familien- und Lifestyle-Autos genießen. In der Folge ging der Marktanteil klassischer Stufenhecklimousinen immer weiter zurück. Diese Entwicklung ist in Deutschland besonders ausgeprägt, in vielen anderen Ländern hingegen sind Kombis deutlich weniger beliebt.
Gestalterisch nahm die Pontonkarosserie der 1950er-Jahre zunehmend gestreckte Linien an. Ende der 1950er Jahre kam es durch die von Pininfarina erdachte Trapezlinie zu einem Stilwechsel der Karosseriegestaltung weg von geschwungenen Formen hin zu klaren Linien. Im Verlauf der 1960er-Jahre versachlichte die Gestaltung weiter. Ab den 1980er-Jahren wurde die Karosserie immer stärker nach aerodynamischen Gesichtspunkten geformt, und aus Gründen des Unfallschutzes wurden hervorstehende Kanten vermieden. Die bisherige Frontschürze aus Metall mit separater Stoßstange wurde durch ein Kunststoffteil ersetzt – der Renault 5 war bereits Jahre zuvor ab 1972 auf diese Weise gebaut.
Eine neuartige Karosserieform, die sich ergänzend verbreitete, stellte ab den 1980er Jahren der Van dar. In den 1990er-Jahren entwickelte sich, von den USA ausgehend, ein Trend zum SUV, der seit etwa der Jahrtausendwende auch in Europa eine immer größere Popularität genießt. Gleichzeitig steht die Bauweise wie keine andere in der Kritik.
Verglasung und Gürtellinie der Karosserie entwickelten sich widersprüchlich. Bis in die 1950er-Jahre hatten Pkw meist kleine Fensterflächen und hohe Gürtellinie, was eine schlechte Rundumsicht zur Folge hatte. In den 1960er-Jahren ging die Entwicklung deshalb in Richtung großer Fensterflächen und einer niedrigen Gürtellinie. Seit den 1990er-Jahren ist dagegen wieder eine starke Tendenz hin zu hoher Gürtellinie und kleinen Fensterflächen zu bemerken. Diese Bauweise der Karosserie erleichtert das Einhalten der Normen für die passive Sicherheit, das heißt beim Frontal- und Seitenaufprall. Die ungenügende Rundumsicht ist jedoch ebenfalls ein Sicherheitsrisiko, dem an gegenwärtigen Pkw durch Hilfsmittel wie Einparkhilfen und Rückfahrkameras entgegengewirkt wird. Aktuelle Entwicklungsfelder sind ferner der Fußgängerschutz und die Verwendung wiederverwertbarer Rohstoffe.

### Ausstattung

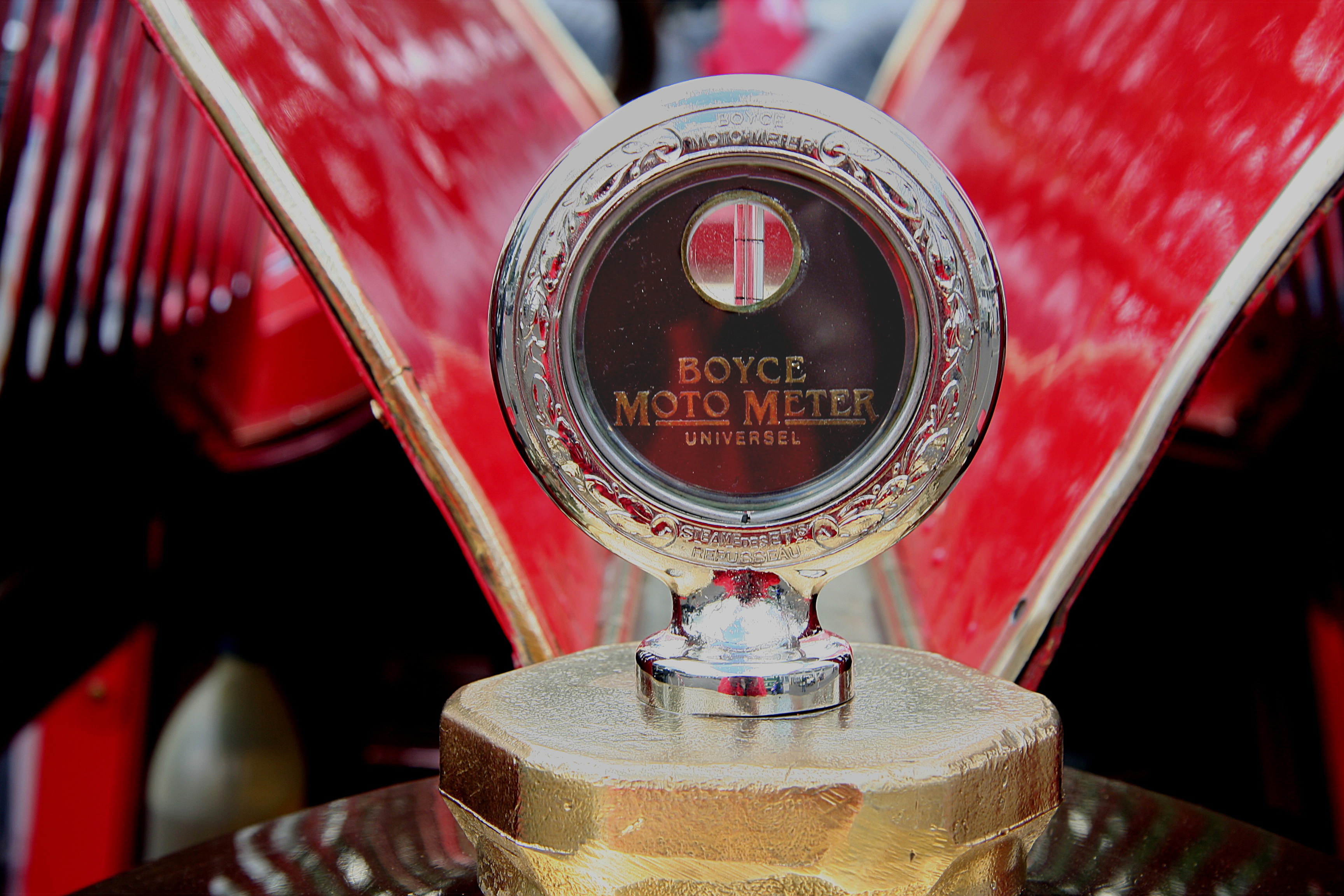
Nützliches Zubehör: Das Boyce Motor-Thermometer wurde anstelle des Kühlerverschlusses auf den Kühler geschraubt, hier an einem De Dion Bouton von 1908

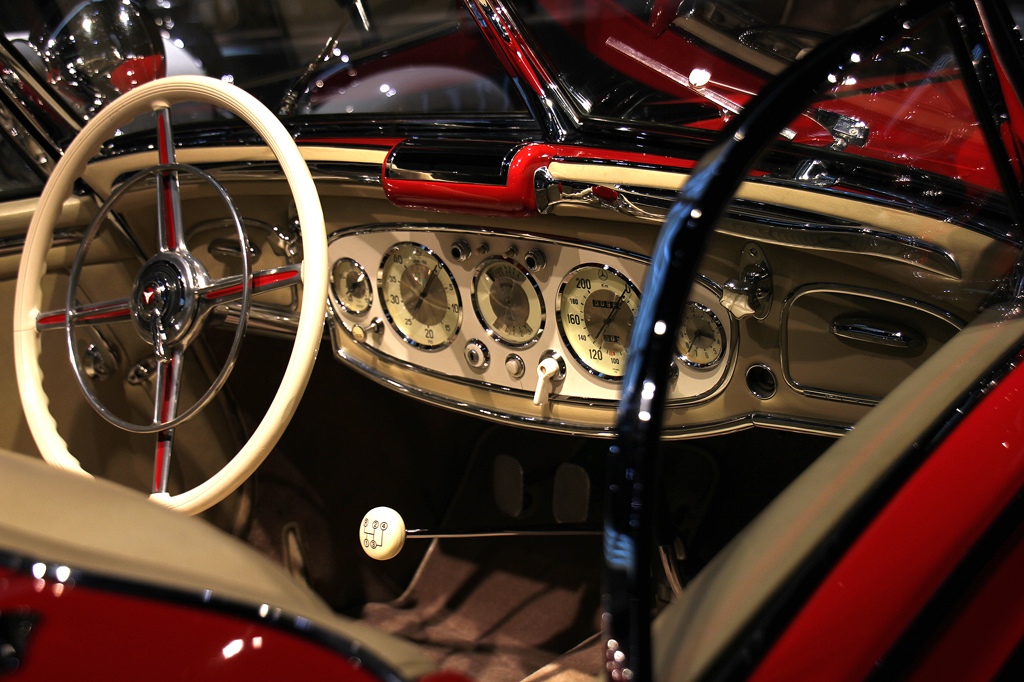
Armaturenbrett eines Mercedes-Benz 500 K Special Roadster (1936)

Zu Beginn der Motorisierung wurden zum weitaus größten Teil offene Fahrzeuge gebaut. Der Aufwand für deren Karosserien konnte bei teuren Modellen beträchtlich sein, dennoch waren Windschutzscheiben, Scheinwerfer, Verdecke und Reserveräder oder -felgen oft Zubehör, das extra gekauft werden musste. Es gab in der Regel auch keine Instrumente oder Anzeigen. Der Benzinstand wurde mit einem Stab am Tank gemessen und ein Thermometer gab es zunächst nur direkt am Motor unter der Haube. Geschwindigkeitsmesser waren ab etwa 1905 auf dem Markt. Sie waren ein teures Zubehör und wurden meist auf einem zum Fahrer geneigten Podest am Fußboden angebracht. Zu dieser Zeit kamen auch die ersten Kühlerfiguren auf, die als reine Zierde oft aus dem Zubehörhandel stammten. Als ab etwa 1915 elektrische Anlasser aufkamen, waren sie zunächst so teuer, dass sie nur in besonders luxuriösen Autos serienmäßig eingebaut wurden. Dabei waren dies durchaus sicherheitsrelevante Einrichtungen; das Anlassen eines frühen Automobils mittels Kurbel konnte leicht schwere Unfälle nach sich ziehen. Zur Ausstattung des Fahrers und seiner Passagiere gehörte auch staubdichte Kleidung. Im Laufe der Jahrzehnte wurde die Ausstattung der Automobile immer aufwendiger. Verschiedene Begriffe wie Armaturenbrett, Handschuhfach, Kofferraum, Hutablage oder Fahrgastzelle lassen auf die ursprünglichen Verhältnisse in Automobilen schließen. Chevrolet war 1927 der erste Hersteller, der ein Autoradio als Werkszubehör anbot; vorausgegangen waren lange Versuche. Heizungen waren noch bis in die 1950er-Jahre ein Zubehör. Erstmals wurde eine von Henney entwickelte Klimaanlage 1940 als Werkszubehör von Packard angeboten. Sie setzte sich in den 1950er-Jahren in gehobenen amerikanischen Automarken durch und fand ihren Weg ab den 1970er-Jahren auch verbreitet in Europa.
Stand anfangs eine Zunahme an Komfort im Vordergrund, spielte ab den 1960er-Jahren die Sicherheit eine immer größere Rolle, ab den 1980er-Jahren war die Ausstattung vom aufkommenden Umweltbewusstsein gekennzeichnet. Seit den 1990er-Jahren macht sich der ständige Fortschritt in der Computertechnik auch in Automobilen bemerkbar.
Die Wahl der Materialien für den Innenraum veränderte sich grundlegend. Metallteile, Leder und Holz dominierten die Innenausstattung früher Pkw.
Kunststoffe wurden bis Anfang der 1950er Jahre hingegen lediglich als Ersatzstoffe aufgefasst. Nicht nur als (billiger) Ersatz, sondern auch aus Gründen der Verkehrssicherheit verbreiteten sich Kunststoffe im Innenraum von Pkw ab den 1960er Jahren aber kontinuierlich und dominierten alsbald die Inneneinrichtung. Kunststoffe werden jedoch bis heute als nicht so hochwertiges Material mit eher unbehaglicher Ausstrahlung wahrgenommen, weshalb aufpreispflichtig und generell im Luxussegment nach wie vor auch mit Holz und Leder gearbeitet wird.
Sicherheitsgurte setzten sich ab den 1960er Jahren in Pkw durch, zunächst an den Vordersitzen, ab den 1970er Jahren auch im Fond. Außerdem wurden die vor allem in größeren Pkw verbreiteten Sitzbänke vorn, die praktisch keinen seitlichen Halt boten, durch Einzelsitze ersetzt, die im Laufe der 1970er Jahre um Kopfstützen ergänzt wurden.
 Die hinteren Sitzbänke wurden zunehmend geteilt klappbar ausgeführt, wobei sich die erstmals beim Austin Metro angewandte 2/3-Aufteilung durchsetzte.
Die Ölkrisen der 1970er-Jahre machten zudem Sparsamkeit und Wirtschaftlichkeit zu wichtigen Attributen eines Automobils. Der Luftwiderstand spielte eine immer größere Rolle und wurde formbestimmend für die Karosseriegestaltung. Die ständig wachsenden Ansprüche an Komfort und passive Sicherheit führten bei Automobilen der letzten Jahre zu einem Anwachsen der Fahrzeugabmessungen und Massen. Zum Erhalt eines adäquaten Leistungsgewichts wurde es dabei erforderlich, die Motorleistung ständig zu erhöhen. Infolgedessen kam es trotz kräftig steigender Kraftstoffpreise und technischen Innovationen zu keinen merklichen Senkungen des realen Kraftstoffverbrauchs.

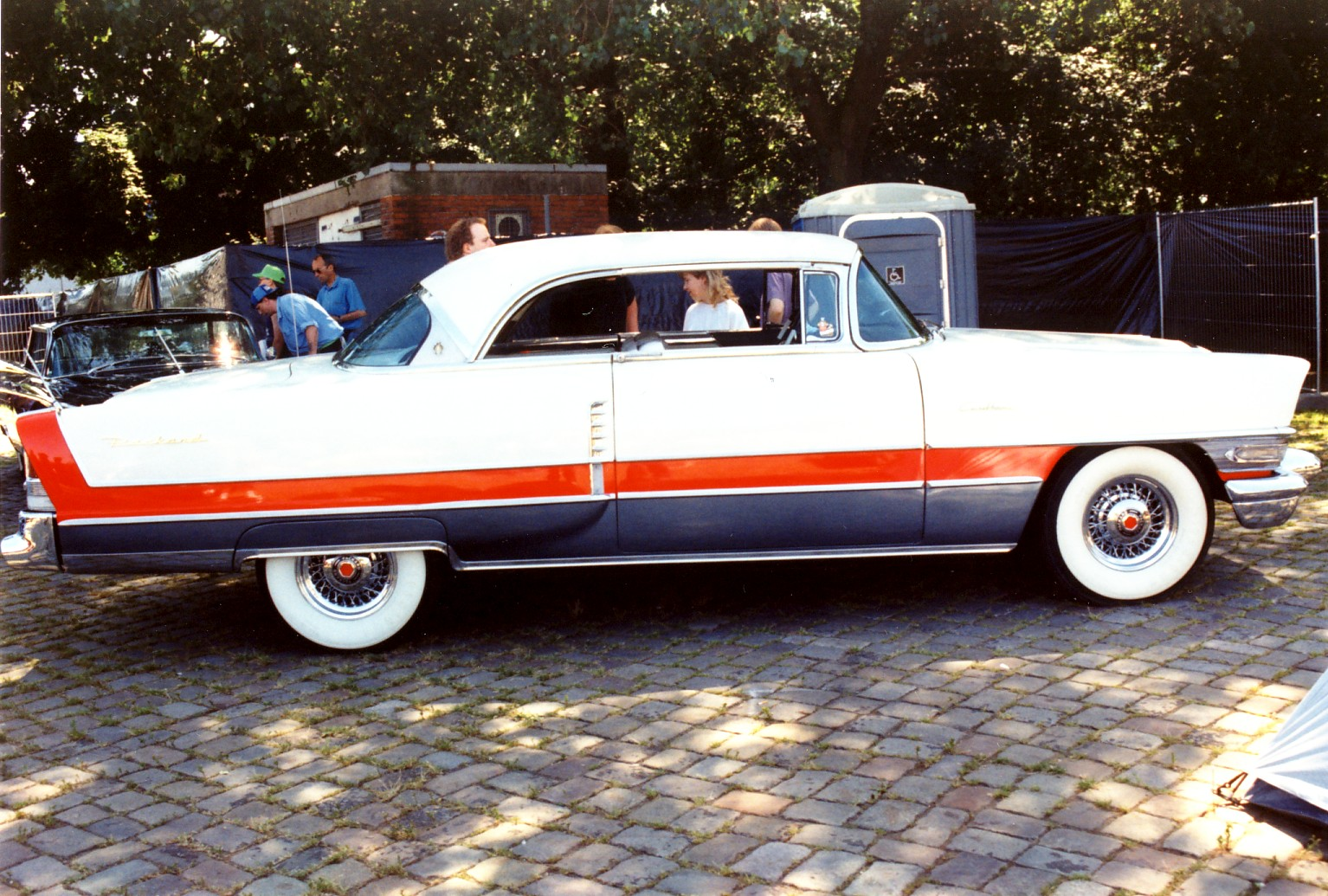
Packard Caribbean Hardtop (1956) mit Panoramascheibe, Vinyldach und Dreifarbenlackierung in Dover White / Scottish Heather / Maltese Gray

Die Farben der Lackierung von Automobilen wandelten sich stetig und spiegelten den jeweiligen Zeitgeist wider. In der Vorkriegszeit war die Farbwahl auch durch damalige technische Möglichkeiten begrenzt. Standardfarbe des Automobils war zunächst Schwarz oder ein dunkler Ton. Helle Farben waren sehr teuer und Luxuswagen vorbehalten. In den 1950er-Jahren verbreiteten sich zunehmend kräftige, immer hellere Farben – nicht nur bei Autos, unter anderem auch an Hausfassaden und Einrichtungsgegenständen. Ein anderer Trend kam aus den USA mit Pastell-Farbtönen und teilweise gewagten Zwei- und sogar Dreifarbenlackierungen. Die Entwicklung zu immer helleren Farben mündete in einer Dominanz von Weiß in den 1960er-Jahren.
Metallic-Lackierungen wurden ab den späten 1920er-Jahren entwickelt, setzten sich aber erst ab der zweiten Hälfte der 1950er-Jahre durch. In den 1970er-Jahren gipfelte die Farbigkeit in der Verwendung besonders greller Töne. Seit den 1980er-Jahren dominieren wieder gedeckte Farben und Grautöne, häufig durch eine bestimmte Trendfarbe (etwa Rot Anfang der 1990er-Jahre) ergänzt. Vielfarbig lackierte Autos wie etwa der VW Polo Harlekin blieben stets absolute Ausnahmeerscheinungen. Inwieweit die Farbtrends aus dem Inneren der Gesellschaft heraus oder aber gezielt zu Vermarktungszwecken gesetzt wurden, lässt sich nicht sicher beurteilen.

### Fertigung und Verbreitung
Die Industrialisierung begann 1902 mit der Einführung der Fließproduktion bei Oldsmobile und Rambler. Mit dem Ford T wurde ab 1913 erstmals ein Automobil in Fließbandfertigung hergestellt, was nicht nur zur allgemeinen Verbreitung des Automobils beitrug, sondern das Modell T außerdem für Jahrzehnte zum meistgebauten Pkw machte, mit einem Marktanteil in den USA von zeitweilig über 50 %. In Deutschland begann 1924 die Fließbandproduktion von Pkw mit dem Opel Laubfrosch. Trotz der Entwicklung solcher kleinen Pkw wie auch des Austin Seven und DKW F 1 war das Automobil in Europa bis zum Zweiten Weltkrieg Behörden, dem Transportwesen und für private Zwecke nur wenigen vermögenden Personen vorbehalten. Mitte der 1930er-Jahre ordnete Adolf Hitler den Bau eines Volkswagens an, des späteren VW Käfer. Der Krieg verzögerte die Massenmotorisierung jedoch, die schließlich in den 1950er-Jahren in Westeuropa und einige Jahre später auch in Osteuropa verwirklicht wurde. Im Zuge klimatologischer und stadtpolitischer Schwierigkeiten wird seit den 1970er-Jahren über eine Begrenzung des Individualverkehrs diskutiert. In anderen Ländern wie China ist es bis heute nicht zu einer Massenmotorisierung gekommen.

### Verringerung der Abgasemissionen
Mit zunehmender Verkehrsdichte trat ein Problem des Verbrennungsmotors zutage, das zuvor keine Rolle gespielt hatte – die Umweltbelastung durch Abgase. Die Rauchentwicklung von Kraftfahrzeugen mit Dieselmotor zählte zu den ersten Abgasproblemen, die mit Abgasnormen in Angriff genommen wurden. Zuerst wurde eine obligatorische Prüfung der Rauchdichte 1959 in Belgien erlassen. In Westdeutschland wurden 1961 Grenzwerte für die Rauchdichte-Messung festgelegt, in vielen anderen Ländern wurden zu dieser Zeit ähnliche Maßnahmen ergriffen. Die Zielstellung war es zunächst, durch korrekte Wartung in Betrieb befindlicher Diesel-Fahrzeuge übermäßige Rauchentwicklung zu vermeiden. Gesetzentwürfe zur Begrenzung von Kohlenmonoxid, Kohlenwasserstoffen und Stickoxiden bei Ottomotoren wurden erstmals 1960 im US-Bundesstaat Kalifornien veröffentlicht, die Umsetzung in die Praxis erfolgte jedoch erst Jahre später. Kalifornien hatte bereits in den 1930er Jahren mit starker Luftverschmutzung in Ballungsgebieten zu kämpfen, die durch die geografische Lage begünstigt wurde. In Deutschland trat die erste Smog-Krise 1962 im Ruhrgebiet auf. Der teilweise noch verwendete Zweitaktmotor geriet wegen des hohen Ausstoßes deutlich sicht- und riechbarer Kohlenwasserstoffe seinerzeit in Verruf, obwohl er bezogen auf CO und Stickoxide umweltverträglicher war als der Viertaktmotor.
Die zunehmende Abgasbelastung durch ansteigende Verkehrsdichte löste neben Optimierungen am Verbrennungsmotor auch wieder Bemühungen zur Entwicklung neuer Elektroautos aus, die jedoch nicht zur Serienproduktion führten. Auch andere alternative Antriebe wie der Stickstoffmotor wurden versuchsweise erprobt.
In Europa wurde eine erste länderübergreifende Regelung 1970 innerhalb der EG zumindest für Grenzwerte von Kohlenmonoxid und Kohlenwasserstoffen getroffen, die schrittweise verschärft wurde und ab 1977 auch Grenzwerte für Stickoxide einschloss. Die Ölpreiskrise von 1973 verstärkte (eher aus wirtschaftlichen Gründen) die Bemühung, Autos mit möglichst niedrigem Kraftstoffverbrauch zu bauen.
In der DDR gab es keine Grenzwerte für Kohlenwasserstoffe, und Autos mit Zweitaktmotor wurden noch bis 1990 produziert. Ab Mitte der 1970er Jahre wurde lediglich vorgeschrieben, dass nur noch solchen Zweitakt-Fahrzeugen eine Betriebserlaubnis erteilt wird, die mit Öl-Kraftstoffgemisch 1 : 50 oder weniger auskommen. Eine gesetzliche Begrenzung des CO-Ausstoßes auf 4,5 Vol.-% wurde fast gleichzeitig mit der EG-Regelung 1970 in der DDR eingeführt und ab 1971 galten gesetzliche Grenzwerte zur Rauchdichte von Dieselkraftfahrzeugen.
Ab den 1980er-Jahren wurden die Schadstoffemissionen des Viertakt-Ottomotors durch einen Abgaskatalysators (KAT) um ein Vielfaches verringert (Ungeregelte KATs für Dieselmotoren ab 1990). In Deutschland wurden die ersten Pkw mit KAT ab 1985 zugelassen, in der Folgezeit gab es zunehmend Neuwagen mit KAT, ehe ab 1993 eine EU-weite KAT-Pflicht für alle Neuwagen mit Otto-Motor festgelegt wurde. Da die KATs durch Tetraethylblei geschädigt werden, kam es etwa gleichzeitig zur Einführung von bleifreiem Benzin, was die Schadstoffbelastung zusätzlich verringerte. Seit dem Jahr 2000 sind verbleite Ottokraftstoffe EU-weit verboten.
In der Folgezeit geriet wieder die Abgasentwicklung des Dieselmotors in den Fokus. Ab dem Jahr 2000 verbreiteten sich Rußpartikelfilter, die in Deutschland ab 2007 steuerlich gefördert wurden. Ab 2015 geriet der Dieselmotor, der im Vergleich zum Ottomotor einen eher geringeren Kraftstoffverbrauch und einen größeren Wirkungsgrad besitzt, im Zuge des Abgasskandals in grundsätzliche Kritik. Vor allem die Stickoxid-Emissionen offenbarten sich in der Fahrpraxis als deutlich größer als die Prüfwerte annehmen ließen. Der Image-Schaden, aber auch ab 2018 teilweise verhängte Fahrverbote für Dieselfahrzeuge führten seither zu einem rückläufigen Marktanteil von PKW mit Dieselmotor.
Im Jahr 2009 sollte die Umweltprämie eine beschleunigte Verschrottung älterer Autos mit schlechten Abgaswerten bewirken, der Effekt der Prämie im Sinne des Umweltschutzes gilt jedoch als umstritten. Ebenfalls einer kontroversen Debatte unterliegen die ab 2007 eingeführten Umweltzonen. Fahrverbote wurden zeitlich beschränkt bereits vorher bei starkem Smog verhängt. Da der Kraftstoffverbrauch bei höheren Geschwindigkeiten aufgrund des exponentiell ansteigenden Luftwiderstands überproportional zur Geschwindigkeit steigt, wird im Zusammenhang der Abgasemissionen auch das nichtvorhandene Tempolimit auf deutschen Autobahnen seit langem kontrovers diskutiert.
Euro-Normen für Abgase wurden 1992 eingeführt und werden seither schrittweise verschärft. Sie müssen von Neufahrzeugen erfüllt werden. Gebrauchtfahrzeugen, die der aktuellen Norm nicht entsprechen, können steuerliche Benachteiligungen und Fahrverbote auferlegt werden. Verschärfte Abgasnormen haben teilweise das Verschwinden bestimmter technischnen Lösungen zur Folge. So führte beispielsweise die Einführung der Euro4-Norm für Kleinkrafträder im Jahr 2016 zum Verkaufsstopp von Fahrzeugen mit Zweitaktmotor, die bis dahin noch stark verbreitet waren.
In den vergangenen Jahren rückte das Problem der globalen Erwärmung in den Vordergrund, und damit auch die lange Zeit kaum berücksichtigte Emission von Kohlenstoffdioxid (CO2). Ausgehend vom Kyoto-Protokoll 1997 werden seither Zielvorgaben zur Senkung dieser Emissionen entwickelt, die mit definierten Grenzwerten und steuerlichen Mitteln erreicht werden sollen. Grundlage dafür bilden im Automobilsektor nicht die Abgasnormen, sondern der Flottenverbrauch. Politisches Eingreifen war wie bereits bei der Einführung des KATs aufgrund mangelhafter Initiative der Autohersteller unausweichlich – 2007 behauptete der Entwicklungsvorstand von Porsche, falls die herstellerbezogene Flottenemission von 130 Gramm pro Kilometer Gesetz würde, dann gäbe es Porsche nach 2008 nicht mehr. Eine Maßnahme in diesem Sinne stellt auch die Einführung des E10-Kraftstoffs dar, der Effekt im Sinne des Umweltschutzes ist jedoch umstritten.
Die technischen Fortschritte auf dem Gebiet der Motorentechnik und des Leichtbaus könnten theoretisch einen sehr großen Beitrag zur Verringerung der Abgasemissionen leisten. In der Praxis wird der Effekt jedoch durch immer umfangreichere Komfortausstattungen, Sicherheitssysteme und unaufhörlich steigende Motorleistung der produzierten Fahrzeuge nahezu aufgehoben.
Die nicht abreißende Kette immer weiter verschärfter Maßnahmen zur Verringerung der Emissionen von Verbrennungsmotoren im Automobilbau, führt gegenwärtig einerseits zu einer Renaissance des Elektroautos sowie Förderung der Brennstoffzelle und des Hybridantriebs, andererseits zu verstärkten Diskussionen über mögliche Alternativen zum motorisierten Individualverkehr, siehe auch Sanfte Mobilität, Verkehrswende, Umweltverbund.

### Digitalisierung und autonomes Fahren
Im Verlauf der 1990er Jahre hielt Digitaltechnik in Automobilen Einzug. Betrieben wird seither vorwiegend die Integration der Informationselektronik (Navigationssysteme, Unterhaltungsmedien für Mitfahrer usw.), Optimierung der Motorsteuerung, sowie die Einführung von Fahrerassistenzsystemen, Steer-by-Wire/Brake-by-Wire bis hin zum autonomen Fahren. 2003 meldete Siemens ein „Verfahren zur Eingabe von Parametern eines Parameterfeldes“ zum Patent an, es markiert den Beginn des Touchscreens im Auto.
Im Mai 2014 gab Google bekannt, dass 100 Testfahrzeuge im Jahr 2015 gebaut werden sollten, bei denen auf Lenkrad, Bremse und Gaspedal verzichtet werde. Die Fahrzeuge sollten in den Privatbesitz wechseln und nicht gewissermaßen als führerlose Taxis bzw. Transportkapseln eingesetzt werden. In einem Video zeigte Google wie Privatpersonen den Prototyp testeten. Google wollte damit die drei Prinzipien Elektroauto, autonomes Fahren und Car-Sharing vereinen (s. a. Autonomes Landfahrzeug). 2016 entschied Google, die Entwicklung nicht fortzusetzen.
Im Juli 2016 verkündete BMW eine Allianz mit Intel und Mobileye, mit dem Ziel, im Jahr 2021[veraltet] ein Selbstfahrendes Kraftfahrzeug in Serie einzuführen.
General Motors plante erste unbemannte Pkw im Test ab 2015 und in der Serienproduktion ab 2018.
Tesla, Inc. plante, ab 2019[veraltet] Autos zu verkaufen, die zu autonomem Fahren (Level 5 SAE – das Auto kann ohne Menschen an Bord fahren) fähig sein sollen.

## Entwicklung in den Ostblockstaaten bis 1989/1990

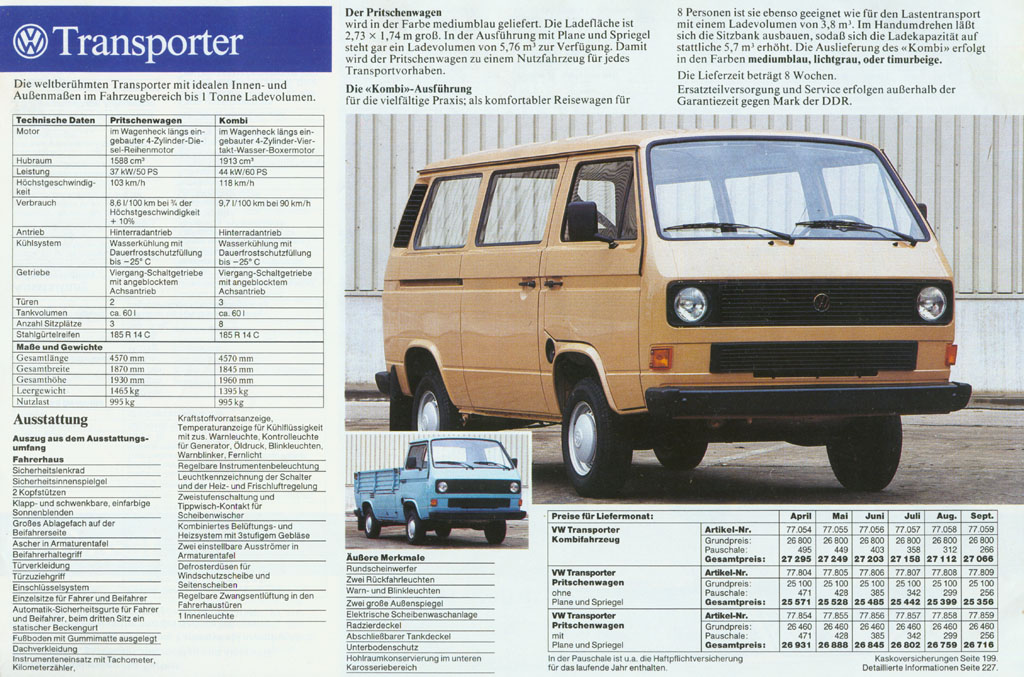
Ein VW-Transporter (Genex-Katalog 1986)

### Allgemein
Nach Ausbruch des Kalten Krieges verlief die „automobile Evolution“ in den entwickelten Industriestaaten des Ostens und Westens bis Mitte der 1960er Jahre in ähnlicher Weise. Mit der rasanten Zunahme von Modellvielfalt, Ausstattung, Motorleistung und technischer Innovation in den entwickelten Industriestaaten des kapitalistischen Auslands hielt die Automobilindustrie des RGW- bzw. Comecon-Raums jedoch nicht Schritt. Noch langsamer entwickelte sich die Automobilindustrie Chinas, die ihren Anfang erst im Jahr 1949 nahm.
Als innovativ oder anfangs noch konkurrenzfähig gegenüber zeitgenössischen „Westautos“ waren die selbst entwickelten Fahrzeugtypen wie z. B. der Trabant P 50 oder der Wartburg 311 aus DDR-Produktion, der Škoda 1000 MB, der Syrena, der GAZ-M21 „Wolga“ und GAZ-24 „Wolga“ („Mercedes des Ostens“), sowie diverse Repräsentationslimousinen wie der Tatra 603 (Tschechoslowakei) und der GAZ-13 „Tschaika“. Als Exportgut auch in Westeuropa lange geschätzt war wegen seiner Robustheit der Moskwitsch-412. Aus gleichem Grund erlebt(e) der Geländewagen Lada Niva beiderseits des Eisernen Vorhangs eine internationale Erfolgsgeschichte, die seit Auflage der Nullserie 1976 anhält.
Ostblockstaaten ohne eigene Automobilindustrie strebten, wie weniger entwickelte kapitalistische Länder auch, häufig die Lizenzfertigung von Baumustern etablierter Hersteller an. Besonders häufig kam es dabei zu Kooperationen mit Fiat. Ende der 1950er Jahre setzte in Jugoslawien die Produktion von Fiat-Lizenzbauten unter der Marke Zastava ein. Ende der 1960er Jahre folgte Polski Fiat in der VR Polen. Rumänien stieg zur gleichen Zeit durch eine Lizenzfertigung des Renault 8, später des Renault 12 als Dacia 1300 in die Automobilindustrie ein. Besonders prägend für das Straßenbild der Ostblock-Staaten war die Fertigung der Schiguli (Lada) in Toljatti durch eine Lizenznahme am Fiat 124 durch die Sowjetunion. Der Motor des Moskwitsch-412 orientierte sich konstruktiv an der damals innovativen BMW-M10-Baureihe, auch wenn keine Rede von einer Kopie sein kann. Auch in den 1970er und 1980er Jahren wurden in vielen Ostblock-Staaten neue Fahrzeugmodelle herausgebracht, darunter Lada Samara, Škoda Favorit, Moskwitsch Aleko, Tawria und FSO Polonez. Anders verlief die Entwicklung in der DDR, wo ab Ende der 1960er Jahre trotz fortschrittlicher Prototypen die Wirtschaft im Pkw-Sektor weitgehend erstarrte und – vom Einbau eines VW-Lizenzmotors ab 1988 abgesehen – es keine wesentlichen Verbesserungen an Wartburg und Trabant mehr gab.

### Verfügbarkeit von PKW in der DDR
Im Laufe der Jahre bauten sich in der DDR reguläre Wartezeiten auf Neuwagen von 10 bis 15 Jahren auf. Dabei handelte es sich um ein besonderes Phänomen, das in dieser Ausprägung nur in der DDR auftrat.

## Technische Innovationen
Die Technik des Automobils entwickelt sich laufend fort. Technische Innovationen und deren Übernahme in die Serienproduktion führten dazu, dass sich die ersten Fahrzeuge zu den heutigen Automobilen entwickelt haben, an die hohe Erwartungen in den Bereichen Sicherheit, Komfort, Wirtschaftlichkeit, Umweltfreundlichkeit, Fahrleistungen und Design gestellt werden.
Technische Innovationen waren zum Beispiel:
- 1769: Frontantrieb (Nicholas Cugnot; 1877 Selden Road Engine)
- 1865: Étienne Lenoir verwendet erstmals erfolgreich einen Verbrennungsmotor zum Antrieb eines Fahrzeugs und legt damit eine größere Distanz zurück.
- 1761, 1816: Achsschenkel-Lenkung, erfunden 1761 von Erasmus Darwin, patentiert 1816 von Georg Lankensperger, 1873 von Amédée Bollée und 1891 von Carl Benz.
- 1873: einzeln aufgehängte Vorderräder, l’Obéissante von Amédée Bollée
- 1877: Kardanantrieb an einem Motorfahrzeug (Amédée Bollée La Mancelle)
- 1886: Gottlieb Daimler und Carl Benz verwenden erstmals einen Ottomotor zum Antrieb eines Fahrzeugs. Dies wird für über 100 Jahre die dominante Kombination
- 1888: Das erste bekannte deutsche Elektroauto baute 1888 die Coburger Maschinenfabrik A. Flocken.[69] Es wird vermutet, dass es sich bei diesem vierrädrigen Elektroauto um den weltweit ersten elektrisch angetriebenen Personenkraftwagen handelte.[70]
- 1891: «Système Panhard»: Anordnung von Ottomotor vorn, dahinter Getriebe; Hinterradantrieb mit Ketten (Émile Levassor für Panhard & Levassor#«Système Panhard»)
- 1893: De-Dion-Achse, von Charles-Armand Trépardoux für De Dion, Bouton & Trépardoux[71]
- 1897: der „schnell laufende“ Einzylindermotor geht im De-Dion-Bouton-Motordreirad in Serie
- 1899: Hybridantrieb (Elektro- und Verbrennungsmotor); La Cuadra in Spanien und Pieper in Belgien. Serienfertigung 1916–1923 (Woods Dual Power (USA))
- 1899: H-Kulissenschaltung (Packard Modell A[72][73])
- 1905: Stoßstange als Zubehör Simms-Welbeck. Allgemein setzte sie sich erst in den 1920er Jahren durch.
- 1908: Kompressor zur Leistungssteigerung in einem Auto (Great Chadwick Six)
- 1910: V8-Motor in Serie (De Dion-Bouton PKW und LKW, Renault LKW); USA 1914 (Northway für Cadillac)
- 1911: Rückspiegel (Rennfahrer Ray Harroun / Marmon)
- 1914: elektrischer Anlasser in Serie (Charles Kettering / Delco für Cadillac); davor gab es pneumatische Systeme
- 1914: hydraulisches Bremssystem (Fred Duesenberg); in Serie ab 1920 (Lockheed für Duesenberg und Kenworthy)
- 1914: Zentralverriegelung (Scripps-Booth)
- 1915: Allradantrieb in Großserie (Jeffery Quad); 1949 SUV mit AWD (Willys Jeep Station Wagon), 1973 PKW mit AWD (Subaru Leone Station Wagon AWD)[Anm. 2]
- 1915: Allradlenkung in Großserie (Jeffery Quad)
- 1915: V12-Motor in Serie (Packard Twin Six)
- 1917: Motorthermometer vom Fahrersitz ablesbar. (Boyce MotoMeter)
- 1918: Karosseriestruktur aus Stahl (Briggs)
- 1923: Lkw mit Dieselmotor
- 1924: Frontantrieb in PKW-Serie (Tracta)
- 1929: V16-Motor in Serie (Cadillac V16)
- 1933: Automatikgetriebe (Reo Royale); größere Verbreitung ab 1940 (Hydramatic von General Motors)
- 1936: erster Pkw mit Dieselmotor in Serie Mercedes-Benz W 138 (Auburn-Cummins 1935)
- 1941: Klimaanlage in Serie (entwickelt von Henney Motor Company für Packard)
- 1941: Elektrische Fensterheber (Lincoln Continental)[74]
- 1948: Radialreifen (Gürtelreifen) kommen auf den Markt
- 1948: herausnehmbares Glasdach (Gordon Buehrig) im Tasco von The American Sports Car Co.[75][76] ab 1965 einteilig als Targadach im Porsche 911 Targa, zweiteilig ab 1968 als T-Top (Chevrolet Corvette C3)
- 1951: Benzindirekteinspritzung im Pkw (Gutbrod Superior/Goliath GP 700 Sport)
- 1951: Servolenkung in Serie (Chrysler)
- 1952: Bremskraftverstärker (Unterdruck, Bendix Corporation)
- 1963: erster Pkw mit Wankelmotor (Kreiskolbenmotor): NSU Wankel Spider
- 1963: erster SUV in Serie (Jeep Wagoneer)
- 1966: mechanisches Antiblockiersystem (ABS) (Jensen FF); 1969 elektronisch (Hinterräder, Lincoln Continental Mark III), 1978 analog elektronisch an allen Rädern in der Mercedes-Benz S-Klasse
- 1967: D-Jetronic (VW 1600 LE / TLE)
- 1974: Autokatalysatoren für Benzinmotoren von General Motors
- 1974: Airbag in Großserie (General Motors)
- 1980: Funkfernbedienung der Zentralverriegelung (Renault Fuego)[77]
- 1982: Einparkhilfe (Toyota Corona)[78]
- 1987: Dieseldirekteinspritzung (Fiat Croma 1,9 Tdid)[79]
- 1990: Katalysatoren für Dieselmotoren
- 1990: Erster Serien-PKW mit ab Werk eingebautem GPS-Navigationssystem: Mazda Eunos Cosmo[80]
- 1995: Elektronisches Stabilitätsprogramm (ESP)
- 2000: diverse Fahrerassistenzsysteme